# Marseille
Marseille [maʁˈsɛj] (okzitanisch Marselha [marˈsejɔ]/[marˈsijɔ]; lateinisch Massilia) ist eine französische Großstadt mit 877.215 Einwohnern (1. Januar 2022) und die zweitgrößte Stadt Frankreichs. Sie ist die Hauptstadt des Départements Bouches-du-Rhône und der Region Provence-Alpes-Côte d’Azur. Marseille ist die älteste Stadt Frankreichs, ihre Einwohner nennen sich Marseillais [maʁ.sɛ.ˈjɛ]. Am Mittelmeer ist Marseille die wichtigste französische und eine bedeutende europäische Hafenstadt. Zudem ist Marseille eine wichtige französische Kulturmetropole. Mit der Universität Aix-Marseille beherbergt Marseille die größte Universität Frankreichs. 2013 war Marseille gemeinsam mit der slowakischen Stadt Košice Kulturhauptstadt Europas.
Neben Aix-en-Provence ist Marseille eine der beiden Kernstädte der Métropole d’Aix-Marseille-Provence mit rund 1,9 Millionen Einwohnern. Die Metropolregion zählt nach der Definition von Eurostat rund 3,05 Millionen Einwohner (2015).

## Geographie

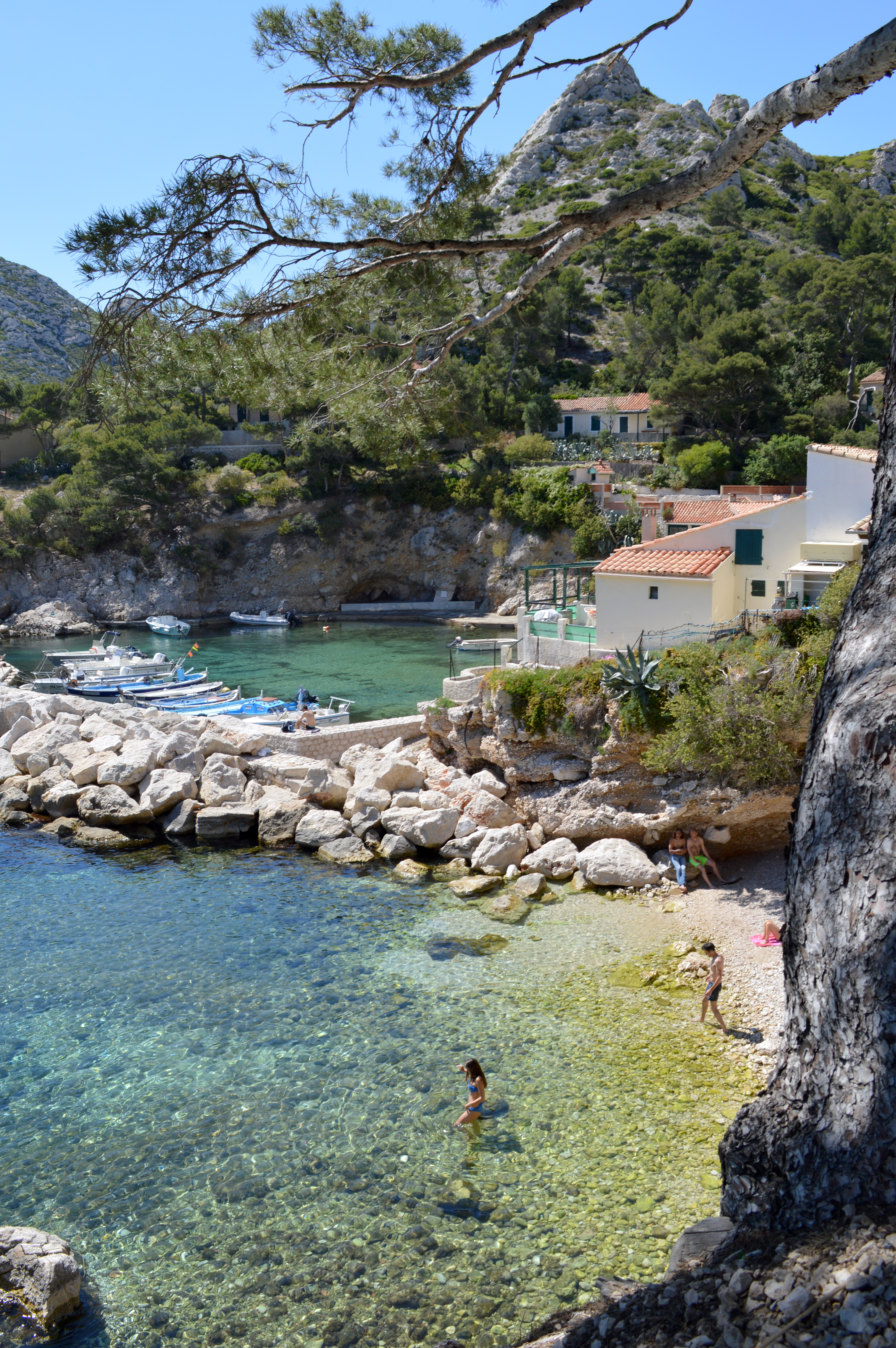
Port de Sormiou

Marseille liegt zwischen 0 und 652 m (12 m am offiziellen Zentrum Noailles) hoch. Das 240 Quadratkilometer umfassende Stadtgebiet (mehr als doppelt so groß wie Paris) umfasst neben dem bebauten Gebiet auch weite Naturflächen, vor allem Gebirge. Die Stadt wird im Westen begrenzt durch das Mittelmeer, im Norden durch die Gebirge Chaîne de l’Estaque und Chaîne de l’Etoile (mit dem Gipfel des l’Etoile als höchstem Punkt der Stadt), im Osten vom Garlaban-Massiv, im Südosten vom Saint-Cyr-Massiv und im Süden, dem Massif des Calanques wiederum am Mittelmeer.
Durch die Lage herrscht in Marseille ein mediterranes Klima, das sehr sonnenreich und regenarm ist. Grund dafür sind auch die oft starken Winde, vor allem der Mistral, weshalb das Klima trotz der südlichen Lage manchmal rau sein kann.
|                       | Jan  | Feb  | Mär  | Apr  | Mai  | Jun  | Jul  | Aug  | Sep  | Okt  | Nov  | Dez  |   |       |
| Mittl. Tagesmax. (°C) | 10,7 | 12,1 | 14,7 | 17,8 | 21,9 | 25,8 | 29,0 | 28,4 | 25,2 | 20,5 | 14,6 | 11,2 | ⌀ | 19,4  |
| Mittl. Tagesmin. (°C) | 2,7  | 3,8  | 5,7  | 8,6  | 12,2 | 15,9 | 18,5 | 18,0 | 15,4 | 11,6 | 6,8  | 3,4  | ⌀ | 10,2  |
|                       |      |      |      |      |      |      |      |      |      |      |      |      |   |       |
| Niederschlag (mm)     | 47,2 | 54,0 | 43,7 | 47,9 | 42,3 | 27,8 | 13,7 | 29,3 | 46,7 | 77,6 | 58,4 | 55,8 | Σ | 544,4 |
|                       |      |      |      |      |      |      |      |      |      |      |      |      |   |       |
| Sonnenstunden (h/d)   | 4,8  | 5,5  | 6,9  | 8,2  | 9,4  | 10,9 | 11,8 | 10,6 | 8,5  | 6,6  | 5,2  | 4,6  | ⌀ | 7,8   |
|                       |      |      |      |      |      |      |      |      |      |      |      |      |   |       |
| Regentage (d)         | 6    | 6    | 6    | 5    | 5    | 4    | 2    | 3    | 4    | 6    | 5    | 6    | Σ | 58    |
|                       |      |      |      |      |      |      |      |      |      |      |      |      |   |       |
| Wassertemperatur (°C) | 13   | 13   | 13   | 13   | 15   | 18   | 22   | 21   | 20   | 19   | 16   | 14   | ⌀ | 16,4  |
|                       |      |      |      |      |      |      |      |      |      |      |      |      |   |       |
| Luftfeuchtigkeit (%)  | 75   | 72   | 67   | 65   | 64   | 63   | 59   | 62   | 69   | 74   | 75   | 77   | ⌀ | 68,5  |

| 2,7 |

| 3,8 |

| 5,7 |

| 8,6 |

| 12,2 |

| 15,9 |

| 18,5 |

| 18,0 |

| 15,4 |

| 11,6 |

| 6,8 |

| 3,4 |

| 2,7 |

| 3,8 |

| 5,7 |

| 8,6 |

| 12,2 |

| 15,9 |

| 18,5 |

| 18,0 |

| 15,4 |

| 11,6 |

| 6,8 |

| 3,4 |

## Geschichte

### Legende der Stadtgründung
Der antiken Legende nach entstand die Stadt, als griechische Seefahrer aus Phokaia die Mittelmeerküste erkundeten. Sie landeten demnach an dem Tag an der Küste des heutigen Marseille, als ein keltischer König namens Nann einen Gatten für seine Tochter Gyptis suchte. Gyptis sollte unter allen versammelten jungen Männern demjenigen einen Kelch reichen, den sie zu heiraten wünschte. Überraschenderweise war es Protis, der Anführer der Neuankömmlinge, dem sie das Gefäß übergab. Die beiden heirateten, und Griechen und Kelten gründeten gemeinsam die Siedlung Massalia.

### Antiker griechischer Handelsstützpunkt

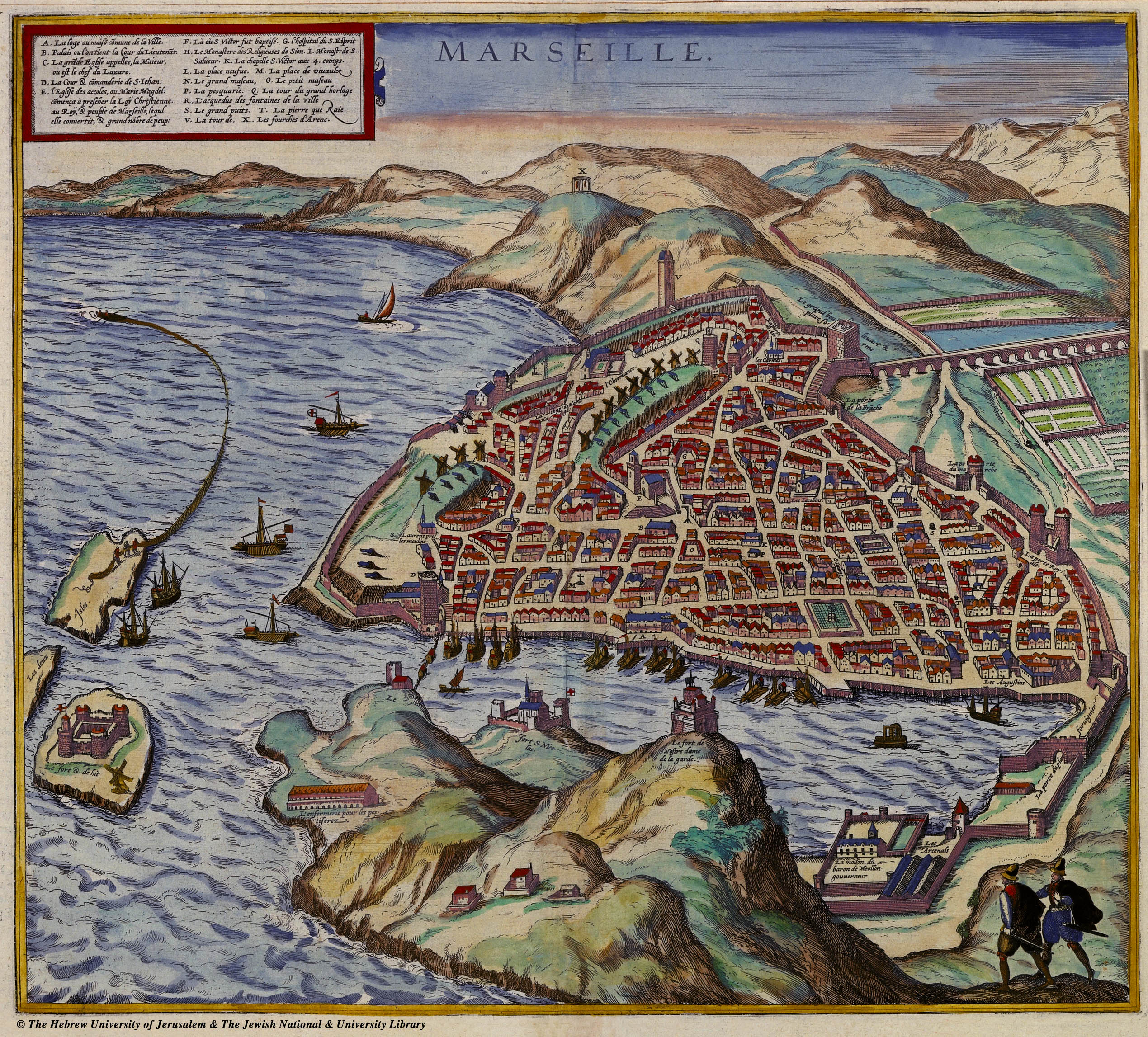
Marseille im Jahr 1575

Griechische Seehändler aus Phokaia in Kleinasien besuchten im 7. Jahrhundert v. Chr. regelmäßig die Südküste Frankreichs nahe der Mündung der Rhone, um mit den ligurischen Stämmen Handel zu treiben. Vor allem Zinn, als Bestandteil der Bronze, war bei den Griechen begehrt. Im Gegenzug fanden feine Töpferwaren und Schmuck den Weg in die Häuser der lokalen Fürsten. An der schroffen und felsigen Küste waren geschützte Landeplätze rar, so steuerte man den natürlichen Hafen des heutigen Marseille an, wo die Galeeren vor Wind und Wellen geschützt waren.
Um 620 bis 600 v. Chr. gründeten Griechen dank einer Landschenkung der ligurischen Fürsten an diesem Hafen eine dauerhaft bewohnte Siedlung (Apoikie) und nannten sie Massalia (altgriechisch Μασσαλία, lateinisch Massilia), das heutige Marseille.

### Griechische Polis und römische Stadt

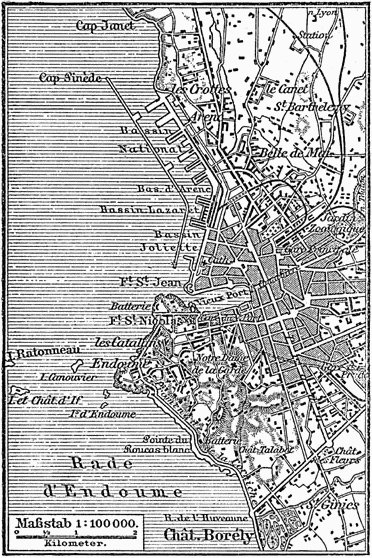
Historische Karte von Marseille, Jahr 1888

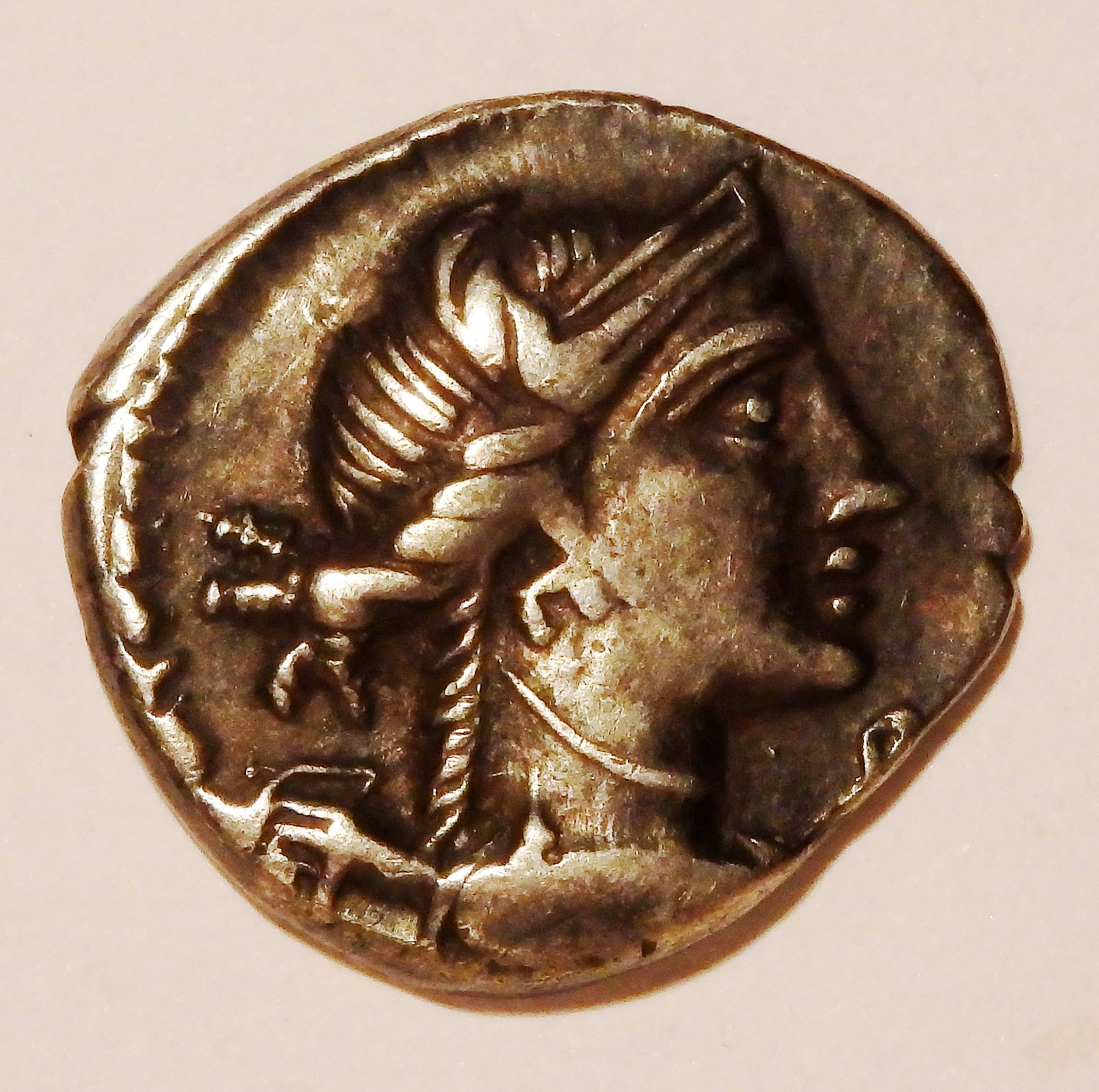
Drachme aus Massalia, Kopf der Artemis, nach 200 v. Chr. geprägt

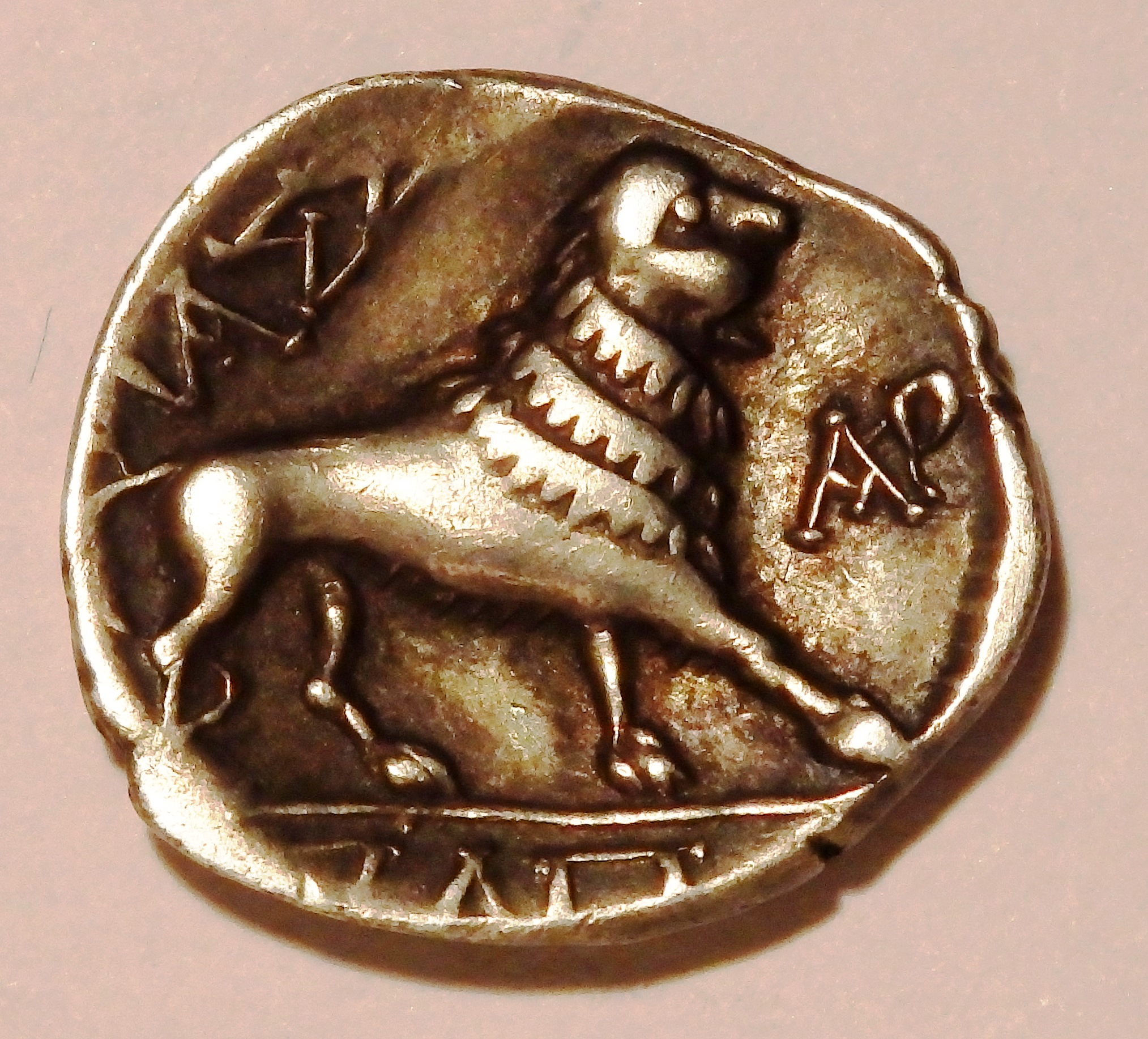
Rückseite der Drachme, Löwe und Schrift

Die Polis wuchs bald zu einer der reichsten und größten griechischen Apoikien im westlichen Mittelmeer heran, die mit der Anbindung an die natürliche Handelsstraße der Rhone kulturellen Einfluss bis weit in das Hinterland hatte. Ein Beleg für diesen Einfluss ist die Verwendung der griechischen Buchstaben bei den Helvetiern zur Zeit Cäsars. Auch in einigen südfranzösischen Dialekten könnte sich nach Ansicht mancher Forscher ein griechischer Einfluss erhalten haben.
Málaga, Korsika und Nizza wurden ebenfalls von Griechen aus Phokaia besiedelt, die eine Apoikie nach der anderen gründeten. Mit der Zeit wurde Massalia so groß und bedeutend, dass es selbst Siedler ausschickte, um Handelsposten und Städte im Westen bis hin nach Spanien zu gründen. Der Expansion der Phokaier und Massalioten wurde durch eine Koalition aus Etruskern und Karthagern in der Seeschlacht bei Alalia ein Ende gesetzt.
Der spätantike Autor Stephanos von Byzanz erwähnt mehrere von Massalia gegründete Städte oder Siedlungen im Umland, die sonst nicht bezeugt sind:
- Alonis (Ἀλωνίς)
- Azania (Ἀζανία)
- Kyrene (Κυρήνη), möglicherweise La Couronne bei Martigues
- Sekoanos (Σηκοανός), vermutlich ein Fluss, möglicherweise Arc oder Touloubre.[8]

Um das Jahr 545 v. Chr. kamen laut Herodot erneut Zuwanderer aus Phokaia in die Stadt. Sie waren geflohen, nachdem Harpagos, Feldherr des Königs Kyros II. von Persien, Phokaia erobert hatte.
Es gab immer wieder Konflikte mit den Gallien beherrschenden keltischen Stämmen. 125 v. Chr. rief Massalia die Truppen des Römischen Reiches um Hilfe gegen die Angriffe gallischer Stämme (Ligurer, Allobroger, Salluvier, Arverner und Vokontier). Im Laufe der Kriegshandlungen wurde das gesamte Gebiet des südlichen Galliens von den Römern als Provinz Gallia Narbonensis annektiert. Die Stadt selbst jedoch blieb zunächst ein Verbündeter Roms und konnte ihre Unabhängigkeit noch einige Jahrzehnte bewahren. In den Jahren des Bürgerkrieges zwischen Julius Cäsar und Gnaeus Pompeius wollte sich Massalia neutral verhalten, doch dies wurde von Cäsar nicht geduldet. Im Jahr 49 v. Chr. wurde die Stadt schließlich nach sechsmonatiger Belagerung erobert und bald darauf in die Provinz Narbonensis integriert. So blieb sie bis zum Ende des Römischen Reiches dessen Bestandteil und verlor nun schrittweise ihren griechischen Charakter.
Im Jahr 314 ist der erste bekannte Bischof von Massilia Oresius im Dokument zum Konzil von Arelate erwähnt. Anfang des 5. Jahrhunderts n. Chr. wurde am Südufer des Alten Hafens das Kloster Saint-Victor gegründet, das von 750 bis 960 die Residenz der Bischöfe von Marseille sein sollte. 481 fiel die Stadt an die Westgoten, 508 an die Ostgoten, 536 an die Franken.

### Mittelalter und Frühe Neuzeit
879 fiel der Ort an Niederburgund. Nachdem die Sarazenen sie zerstört hatten, wurde die Stadt im 10. Jahrhundert wiederaufgebaut und den Vicomtes de Marseille unterstellt. Zwischen 1216 und 1218 wurde Marseille zur selbstständigen Republik. Als aber darauf Karl von Anjou, der Bruder von König Ludwig IX. von Frankreich, Graf von Provence wurde, unterwarf er sich Marseille. Es gilt als gesichert, dass über Marseille der Schwarze Tod im 14. Jahrhundert nach Westeuropa eingeschleppt wurde. 1423 ließ Alfons V. von Aragón die Stadt erobern und verwüsten. René Graf von Provence baute sie wieder auf und nach dem Tod seines Nachfolgers, des Grafen Karl von Maine, wurde sie 1481 der Krone Frankreichs einverleibt. Sie verteidigte sich 1524 gegen den Connétable Karl von Bourbon und 1536 gegen Kaiser Karl V. Während der Hugenottenkriege stand sie auf der Seite der katholischen Liga und gehörte dabei zu den hartnäckigsten unter allen französischen Städten. 1575 erfolgte die Übergabe an Heinrich III., welche die Einwohner noch lange Zeit jährlich durch eine Prozession feierten. Ludwig XIV. entzog der Stadt 1660 ihre Freiheiten, Marseille war seitdem eine gewöhnliche See- und Handelsstadt. Im 17. Jahrhundert durften muslimische Galeeren-Gefangene einen kleinen muslimischen Friedhof einrichten. 1748 wurde ihnen dieses Recht wieder genommen.
Trotz strenger Sicherheitsvorkehrungen wurde 1720 durch ein Schiff die Pest eingeschleppt. Bis Frühling 1721 starben hier beim letzten großen Ausbruch 35.000 Menschen. Die Pariser Regierung schickte Truppen, um die Stadt abzuriegeln. Südlich des Mont Ventoux wurde eine 27 Kilometer lange bewachte Mauer gebaut. Dennoch starben im Languedoc und in der Provence rund 85.000 Menschen.
Im Zusammenhang mit dieser schweren Epidemie wurde vom König den Stadträten eine militärische Kommandantur, eine „Pest-Polizei“, zur Seite gestellt, um der Lage Herr zu werden. Die Stadt hatte damit eine doppelte Führung. Das Stadtgebiet wurde in verschiedene Bereiche eingeteilt, um die Überwachung zu gewährleisten und das Risiko der Ansteckung zu verringern.
Die Bevölkerung von Marseille war seit jeher stolz und unabhängig und im ganzen Land dafür bekannt, sich gerne gegen die Obrigkeit und den König aufzulehnen. So schickte die Stadt im Jahr 1792 500 freiwillige Kämpfer, um die neue Regierung während der Französischen Revolution zu unterstützen. Das von den Kämpfern aus Marseille in den Straßen von Paris gesungene Lied wurde als die Marseillaise bekannt. Am 14. Juli 1795 wurde die Marseillaise zur französischen Nationalhymne erklärt.

### Neuzeit

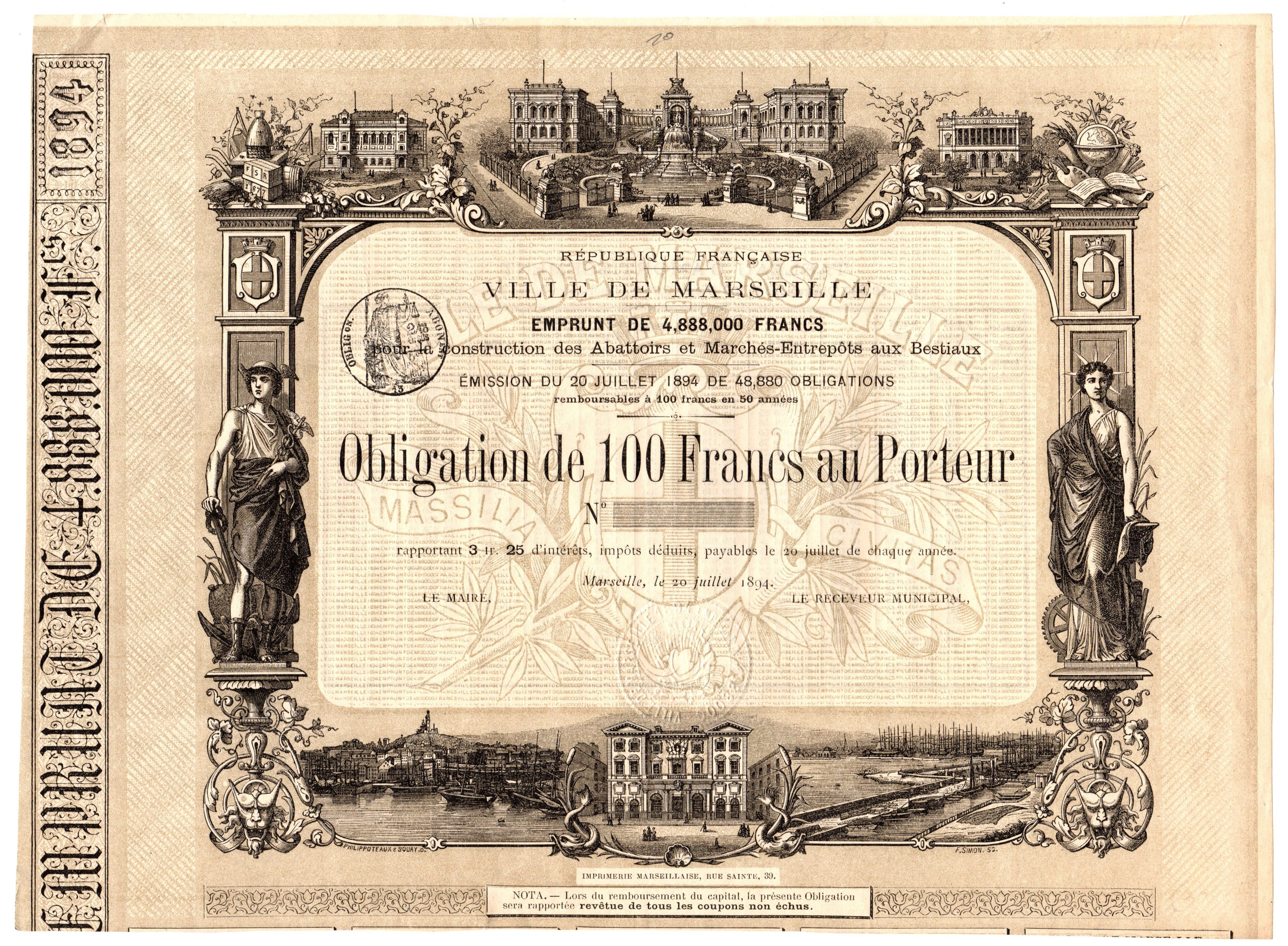
Obligation der Stadt Marseille vom 20. Juli 1894, Blankette

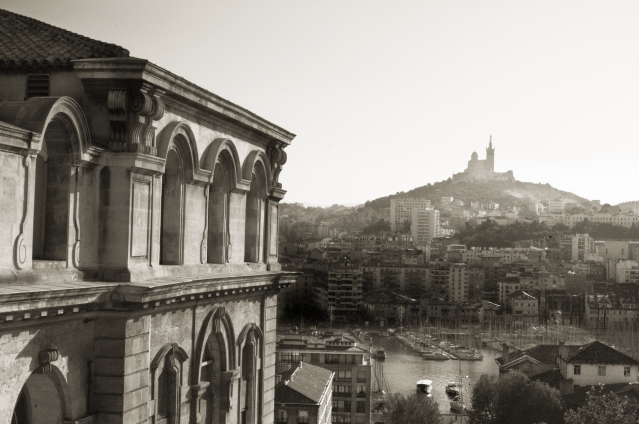
Notre-Dame de la Garde

Im März 1669 dekretierte der Minister Jean-Baptiste Colbert die Errichtung eines Freihafens am Vorbild Livornos, worauf sich in den 1670er Jahren einige italienische Juden und persische Armenier niederließen. Der Abneigung der alteingesessenen Händler und des Bischofs verunmöglichte das Vorhaben.
1682 wurden die Juden vertrieben. Um 1770–1790 wurde ein Fünftel des Hafenumschlags mit Kolonisten auf Saint-Domingue und anderen Karibikinseln abgewickelt. 1825 eröffnete die italienisch-katholische Kirche. Im 19. Jahrhundert wuchs Marseille zum bedeutendsten Hafen Frankreichs, vor allem wegen der französischen Kolonialisierung in Afrika und Indochina. Die Entwicklung und Bedeutung des Hafens verstärkte sich mit dem Beginn der Industrialisierung und der Eröffnung des Suezkanals 1869.
Am 23. März 1871 nahm die Menge mit Hilfe der Stadtpolizei (den gardes civiques) die Präfektur ein. Am Vorbild von Paris kam es zur Errichtung einer Kommune angeführt von Gaston Crémieux, welche eine lokale politische Autonomie und Dezentralisierung forderte, aber bereits am 5. April desselben Jahres gestürzt wurde, als Truppen von General Henri Espivent de La Villesboisnet in Marseille einmarschierten und unter dem Schlachtruf „Es lebe Jesus, es lebe das Heilige Herz!“ 150 Menschen töteten. Von den Regierungstruppen starben 30 Menschen.
Waren Italiener nicht Schuhputzer oder Nounous, so waren sie Arbeiter. Frankreichs Flotte hatte soeben der Régence de Tunis das Protektorat aufgezwungen und kam 1881 siegreich von La Goulette zurück, als auf der Canebière Pfiffe erklangen. Ihnen gab der Mob die Schuld. Vom 17. bis 19. Juni 1881 kam es darauf zu den fremdenfeindlichen Vêpres marseillaises (dt. Marseiller Vesper) gegen italienische Arbeiter mit drei toten und 21 verletzten Italienern. Sie wurden im umkämpften Arbeitsmarkt als babis (deutsch Kröten) und „voleurs d’emplois“ (Arbeitsplatzdiebe) verunglimpft. Die Italiener blieben abends unter sich, lasen ihren L’Emigrato. Ein Polizeibericht beschuldigte 1898 das italienische Generalkonsulat, die Italiener eng an sich zu binden. Trotzdem nahmen sie zahlreich an der Streikwelle der Jahre 1899 bis 1901 teil.
Im Ersten Weltkrieg war Marseille ab 1915 der wichtigste Ausschiffungshafen für die rund 380.000 Soldaten der Armée d’Orient zu der 2500 km entfernten Salonikifront. Von April bis November 1922 fand in Marseille die Exposition nationale coloniale statt. Die Entscheidung der Behörden, die Kolonialschau nach ihrer ersten Austragung 1915 in Casablanca in der France métropolitaine stattfinden zu lassen, diente der Rechtfertigung der Kolonialpolitik Frankreichs. 1927 wurde an der Küstenstraße Corniche das seitdem die Reede überragende Denkmal für die Gefallenen der Salonikifront eingeweiht.
In den 1930er Jahren wuchs mit der Casa d’Italia der Zugriff des Mussolini-Regimes auf die „Colonia italiana“. Am 9. Oktober 1934 fielen der jugoslawische König Alexander I. und der französische Außenminister Louis Barthou vor der Börse einem Mordanschlag der kroatisch-nationalistischen Ustascha-Bewegung zum Opfer. 1936 übernahm das linke Parteienbündnis Front populaire die Regierung Frankreichs. Der Unternehmer Jean Fraissinet kaufte darauf die beiden Zeitungen Marseille-Matin und Marseille-Soir und machte gegen sie Stimmung. Das Jahr 1938 brachte eine Katastrophe, die lange in Erinnerung blieb: Beim Brand des Warenhauses Nouvelles Galeries (Galeries Lafayette) starben 73 Menschen.
Nach dem Völkermord an den Armeniern ließen sich Armenier nieder, nach dem Stadtbrand von Saloniki die ladinosprachigen Juden. Es gab rund 3700 von Zemgor betreute Weiße Russen. In der Zwischenkriegszeit nahmen Netzwerke der korsischen Mafia Einfluss auf die lokale Politik. Das Ausmaß von Korruption wurde beim Brand des Kaufhauses Nouvelles Galeries am 28. Oktober 1938 sichtbar, bei dem die städtische Feuerwehr versagte und 73 Menschen starben. Der Bürgermeister musste zurücktreten und Ministerpräsident Édouard Daladier stellte Marseille unter Zwangsverwaltung der Zentralregierung.

### Zweiter Weltkrieg

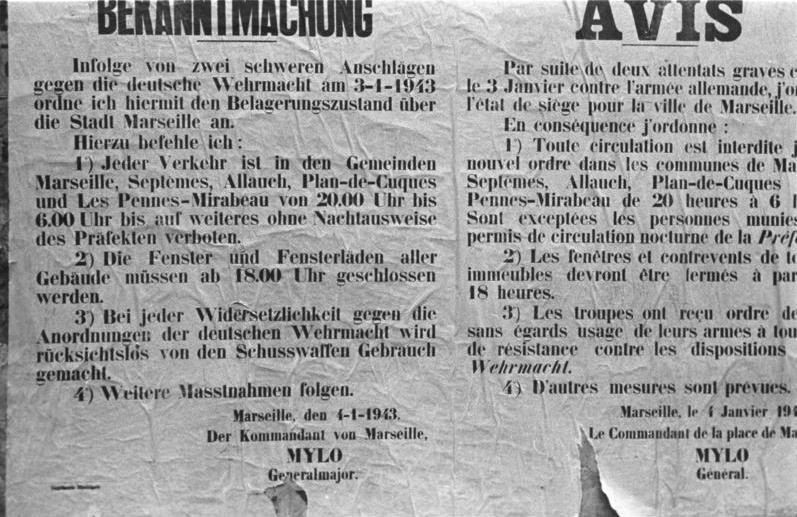
Bekanntmachungen vom 4. Januar 1943 des Kommandanten über den Belagerungszustand

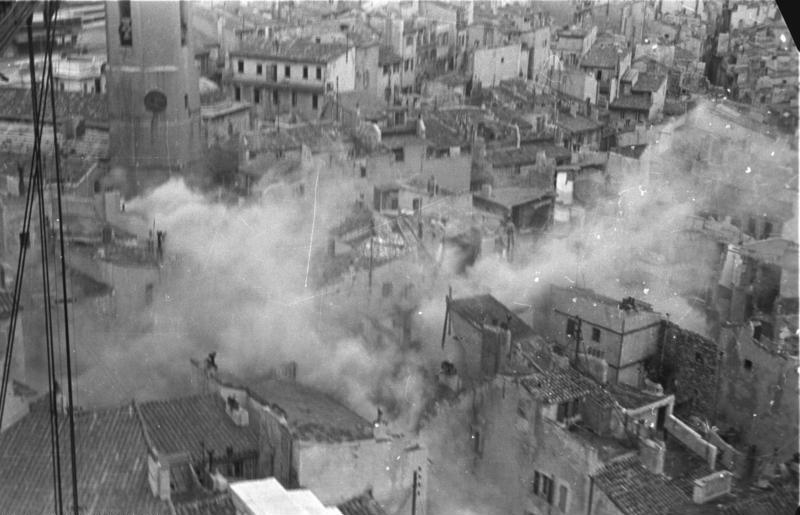
Zerstörung des alten Hafenviertels 1943

Nach der Kapitulation der Streitkräfte Frankreichs im Zweiten Weltkrieg vor der Wehrmacht gehörte Marseille zur Zone libre, die unter Verwaltung des Vichy-Regimes stand. Obwohl sich das Vichy-Regime durch den Waffenstillstandsvertrag verpflichtet hatte, in seinem Herrschaftsbereich sich aufhaltende Emigranten auf Verlangen der Besatzungsmacht auszuliefern, wurde Marseille – auch aufgrund der vielen hier ansässigen Konsulate – zum Ziel tausender in Frankreich lebender Flüchtlinge aus dem Deutschen Reich, die Europa schnellstmöglich in Richtung Übersee verlassen wollten. Da sich die legalen Fluchtmöglichkeiten aber häufig zerschlugen, war Marseille für viele Flüchtende Zufluchtsstätte und Falle zugleich, aus der es trotz vielfältiger Hilfen durch Hilfskomitees und -organisationen – Quäker, Unitarian Service Committee, Emergency Rescue Committee und andere, aber auch von Personen wie Lisa und Hans Fittko, Yvette Prost-Leonhard, Varian Fry oder Gilberto Bosques – kaum noch ein Entkommen gab. Wer bleiben musste, dem drohten als sogenanntem „feindlichen Ausländer“ die Internierungslager in und um Marseille und als Jude spätestens ab 1942 die Deportation in die deutschen Vernichtungslager.
Im April 1942 wurden Kinder von Odette Micheli in die Schweiz evakuiert. Von November 1942 (Unternehmen Anton) bis August 1944 (Operation Dragoon) war Marseille von deutschen Truppen besetzt. Im Januar und Februar 1943 wurde auf Himmlers Anweisung ein Großteil der Altstadt (Vieux Port) von Wehrmacht und Waffen-SS unter Beteiligung von Rolf Mühler und Günter Hellwing gesprengt. 27.000 Einwohner wurden aus der Altstadt, die der Besatzungsmacht als Rückhalt der Résistance galt, zwangsumgesiedelt (Himmler hatte 100.000 Deportierte verlangt). 1.640 Bewohner der Stadt, darunter etwa 800 Juden, wurden in der Razzia von Marseille als „unerwünschte und antisoziale Elemente“ festgesetzt und später ins Reichsgebiet bzw. nach Polen deportiert und größtenteils ermordet.
Zerstört wurden bei der Sprengung der Altstadt 1924 Gebäude. Ein Teil der Täter wurde 1954 in den Prozessen gegen Mühler u. a. sowie gegen Carl Oberg u. a. wegen dieser Kriegsverbrechen angeklagt, etliche wurden in Abwesenheit zum Tod verurteilt, ohne dass die französische Justiz ihrer habhaft werden konnte: Die Bundesrepublik lieferte sie nicht aus und klagte sie selbst nicht an. So wurde dieses Kriegsverbrechen nie gesühnt.
Am 27. Mai 1944 griffen US-Bomber die deutschen Militäranlagen in Marseille an. Die Operation Dragoon folgte Mitte August 1944. General de Montsabert marschierte mit algerischen Infanterietruppen auf Marseille zu. Der Besatzungskommandat Hans Schaefer befestigte die Meeresfront und Notre-Dame de la Garde. In der Stadt selbst griffen die FFL-Einheiten zu den Waffen, die Gewerkschaft CGT rief zum Aufstand auf. Als de Montsabert mit seinen Panzern am 21. August in Aubagne feststeckte, wurde Marseille von den Hügeln im Norden angegangen und die Armee gelangte am 23. August von Norden und Osten in die Stadt. Sie wurde während einer kurzen Waffenruhe von den jubelnden Massen empfangen. Darauf begannen die Kämpfe von neuem. Am 25. August war die Schützenstellung auf Notre-Dame de la Garde ausgeschaltet. Am 28. August kapitulierten die deutschen Besatzer im Fort Napoléon. Ab dem 15. September 1944 war der Hafen für die Logistik der Alliierten wieder betriebsfähig.

### Von der Nachkriegszeit in die Gegenwart

Der alte Hafen von Marseille (2011)

Am 13. Mai 1945 gewann die sozialistische SFIO den zweiten Wahlgang für die Stadtregierung. Nachdem der Sieg über den Faschismus errungen war, nahmen die Gewerkschaften den Arbeitskampf wieder auf: Im November 1947 eskalierten die Streiks in der seit Oktober 1947 vom gaullistischen RPF regierten Stadt zu Ausschreitungen, ein Arbeiter wurde getötet, der neue Bürgermeister Michel Carlini entging knapp einer Defenestration aus dem Hôtel de Ville. Der bereits erwähnte Jean Fraissinet kaufte eine weitere Zeitung, den Le Méridional, und bekämpfte damit die linken Parteien.
Seit den 1930er Jahren war die Rue des Chapeliers im Quartier Belsunce muslimisch und jüdisch geprägt. 1954 zählte die Stadt rund 15.000 muslimische Einwohner. Nach der Unabhängigkeit Algeriens 1962 ließen sich Zehntausende Algerienfranzosen (pieds-noirs, deutsch „Schwarzfüße“), loyalistische algerisch-muslimische Harki und durch das Décret Crémieux eingebürgerte Juden, die Algerien verlassen mussten, in Marseille nieder. Dazu wurde das bestehende Auffanglager Camp du Grand Arenas genutzt und Wohnsiedlungen im Norden der Stadt errichtet.
Im wirtschaftlichen Aufschwung der Nachkriegszeit (trentes glorieuses) wuchs die Stadt weiter. In den 1970er Jahren kam es jedoch zu erheblichen Problemen mit dem Niedergang der traditionellen Industrien durch den Strukturwandel nach der Ölpreiskrise. Hinzu kamen Kriminalität, Verschmutzung und ein wachsender Verkehr. Ab den 1960er Jahren verfolgte die Stadt eine Doppelstrategie im Sozialen Wohnungsbau, es entstanden HLM (Habitation à loyer modéré), für die als Vorstufe ein schlechterer Sozialwohnungs-Bautyp, die Cité de transit, errichtet wurde. Bei guter Führung stand ein HLM offen, viele Menschen blieben jedoch in der Cité de transit, weil sie den beauftragten Behörden wie Aide aux travailleurs d’outre-mer (ATOM) nicht entsprechen konnten oder wollten. Soziale Segregation nahm zu. 1973 gab es eine Welle rassistischer Ausschreitungen gegen algerische Einwanderer, bei denen bis zu 100 Menschen umkamen und die für Entsetzen in der Öffentlichkeit sorgten. Marseille verlor innerhalb von zehn Jahren 10 % seiner Bevölkerung durch Abwanderung, u. a. in Vorstädte, in denen sich wohlhabendere Bewohner niederließen.
Als besonders schwierig gilt die Lage im Quartier Saint-Mauront im 3. Arrondissement. Jugendliche aus den sozialen Brennpunkten der Stadt begründeten in den 1980er Jahren den französischen Hip-Hop. Am 15. Oktober 1983 startete von Marseille aus der Protestmarsch bis nach Paris „für Gleichheit und gegen Rassismus“. Aus dem Elan dieses Unternehmens entstand zwei Jahre später die Organisation SOS Racisme.
Seit den 1990er Jahren wandelt sich das Bild der Stadt langsam. Mit dem Stadterneuerungsprojekt Euromediterrannée wurden große Summen zur Sanierung der Stadt bereitgestellt. Alte Industriebauten wurden kulturellen Zwecken gewidmet, private Investoren wie der amerikanische Pensionsfonds Lone Star wirkten mit am Vorhaben der urbanistischen Aufwertung der im Zweiten Kaiserreich geschaffenen Prachtstraße Rue de la République. Die Stadt unternimmt große Anstrengungen, um das Stadtbild zu verschönern, ist aber zugleich mit der Kritik konfrontiert, durch Gentrifizierung die weniger wohlhabenden Stadtbewohner aus dem Zentrum zu vertreiben.

## Bevölkerung

### Entwicklung der Einwohnerzahl
| Jahr      | 1793    | 1806   | 1831    | 1846    | 1861    | 1876    | 1891    | 1901    | 1921    | 1936    | 1962    | 1975    | 1990    | 1999    | 2006    | 2016    |
| --------- | ------- | ------ | ------- | ------- | ------- | ------- | ------- | ------- | ------- | ------- | ------- | ------- | ------- | ------- | ------- | ------- |
| Einwohner | 108.374 | 99.169 | 145.115 | 183.186 | 260.910 | 318.868 | 403.749 | 491.161 | 586.341 | 914.232 | 778.071 | 908.600 | 800.550 | 795.518 | 839.043 | 861.635 |

Marseille ist als Frankreichs „Tor zum Mittelmeer“ wie kaum eine andere Stadt neben Paris durch Einwanderer geprägt. In der Zeit um 1900 waren dies vor allem Italiener, nach dem Zweiten Weltkrieg kamen europäischstämmige Algerienfranzosen (pieds-noirs) sowie Bewohner der ehemaligen französischen Kolonien in Afrika hinzu. Der Ausländeranteil liegt heute bei etwa 10 Prozent, der Migrantenanteil insgesamt bei etwa 40 Prozent. Werden frühere Einwanderungsbewegungen dazu gezählt, haben 90 Prozent der Bevölkerung Vorfahren, die nicht aus Frankreich stammen.
Etwa jeder zehnte Bewohner von Marseille hat Vorfahren, die von den Komoren stammen. Seit der Dekolonisation der Komoren ist Marseille zentrales Migrationsziel für Menschen von dort.

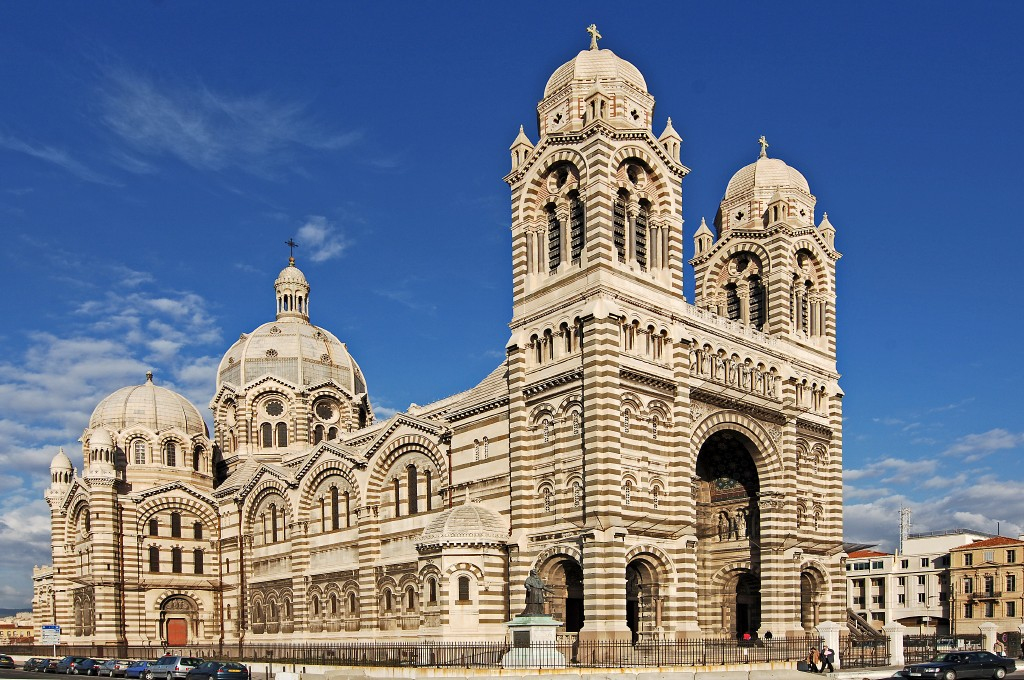
Cathédrale La Major

### Religiöses Leben
Neben christlichen Gemeinschaften, vor allem der katholischen Kirche (Marseille ist Sitz eines Erzbistums), spielen das Judentum und der Islam eine bedeutende Rolle in der Stadt. Rund 30 bis 40 Prozent der Bevölkerung von Marseille gehören einem muslimisch geprägten Kulturkreis an, von denen die meisten in den ärmeren Vierteln im Norden der Stadt, dem 3., 2., 1., 13., 14. und 15. Arrondissement, leben. Eine der wichtigsten Persönlichkeiten des Islam in Frankreich, Soheib Bencheikh, Großmufti von Frankreich, vertritt eine liberale Form des Islam. In letzter Zeit gewinnen auch fundamentalistische Strömungen an Einfluss.
In Marseille existiert mit rund 75.000 Juden die bedeutendste jüdische Gemeinde außerhalb Israels an der Mittelmeerküste. In den 44 Marseiller Synagogen beten täglich rund 5000 Menschen. Die größte und wichtigste Synagoge ist die Große Synagoge (Grande synagogue de Marseille), die im 6. Arrondissement liegt. Es gibt 20 jüdische Studienzentren, 17 jüdische Schulen, ein Bet Din und im Jahr 2013 wurden 48 Rabbiner beschäftigt.

### Kriminalität
Besonders in den nördlich gelegenen Wohnvierteln spielt Drogenkriminalität eine große Rolle. Der Drogenhandel sichert nicht selten ein Einkommen. Der Zusammenhalt innerhalb und zwischen den Bevölkerungsgruppen ist brüchiger geworden, es mangelt an einer sozialen Struktur, was Kriminalität begünstigt. Ab 2007 wurden 350 Stellen bei der Polizei gestrichen. Von 2012 bis 2019 stieg die Anzahl von Polizisten wieder von 220 auf 450. Seit 2018 wurde zudem mit dem Aufbau eines Videoüberwachungssystems begonnen. Die städtische Polizei überwacht inzwischen mit rund 1.600 Videokameras (Stand ca. 2021) insbesondere öffentliche Plätze in der Innenstadt rund um die Uhr.
2024 kam es weiterhin zu Auseinandersetzungen zwischen Drogenbanden. Auch die Drogenfahnder kamen in Verdacht. Aus den Überseegebieten kamen immer mehr Rauschmittel nach Frankreich. Der Senat schlug Alarm und will die Täter „am Geldbeutel treffen“. Nachdem der Drogenkrieg 2024 bereits mehr als 40 Todesopfer gefordert hatte, hat Innenminister Darmanin der Drogenmafia den Kampf angesagt. Aufsehen erregende Morde zeugen immer wieder vom Machtkampf zwischen konkurrierenden Drogenbanden, die auch Jugendliche für ihre Geschäfte rekrutieren, sodass Opfer und Täter immer jünger werden.

### Vernachlässigter Wohnraum
Am 5. November 2018 stürzten zwei baufällige Wohnhäuser an der Rue d’Aubagne im zentralen Quartier Noailles ein, acht Personen kamen dabei ums Leben. Dies machte ein seit längerem bestehendes Problem einer breiteren Öffentlichkeit bewusst. Die in der Folge verstärkten Kontrollen und Meldungen führten zur Evakuierung von 370 Gebäuden, 3000 Menschen waren davon betroffen.
In einem Bericht des „staatlichen Hohen Ausschusses für die Unterbringung benachteiligter Personen“ (Haut Comité pour le Logement des Personnes Défavorisées) zur Wohnungskrise in Marseille vom Dezember 2019 steht:

« Malgré des alertes données de toute part depuis de nombreuses années, les acteurs publics n’ont jamais mis en œuvre une politique permettant de traiter les 40 000 logements indignes et d’assurer le droit au logement des 100 000 personnes y habitant. »

„Trotz der von allen Seiten seit Jahren geäußerten Warnungen verfolgten die politischen Akteure nie eine Politik, die es erlaubt hätte, die 40 000 unwürdigen Wohnungen zu behandeln und das Recht auf Wohnung der 100 000 Personen zu gewährleisten, die in ihnen wohnen.“

## Politik
Die Stadt Marseille teilt sich in 16 Arrondissements (Stadtbezirke) mit insgesamt 111 Stadtvierteln.

### Stadtrat
- PS: 42
- Sonst.: 11
- LR: 39
- RN: 9

PS = PS und weitere linke Parteien 

Sonstige = Diverse Linke (8), Diverse Rechte (3)

### Wappen

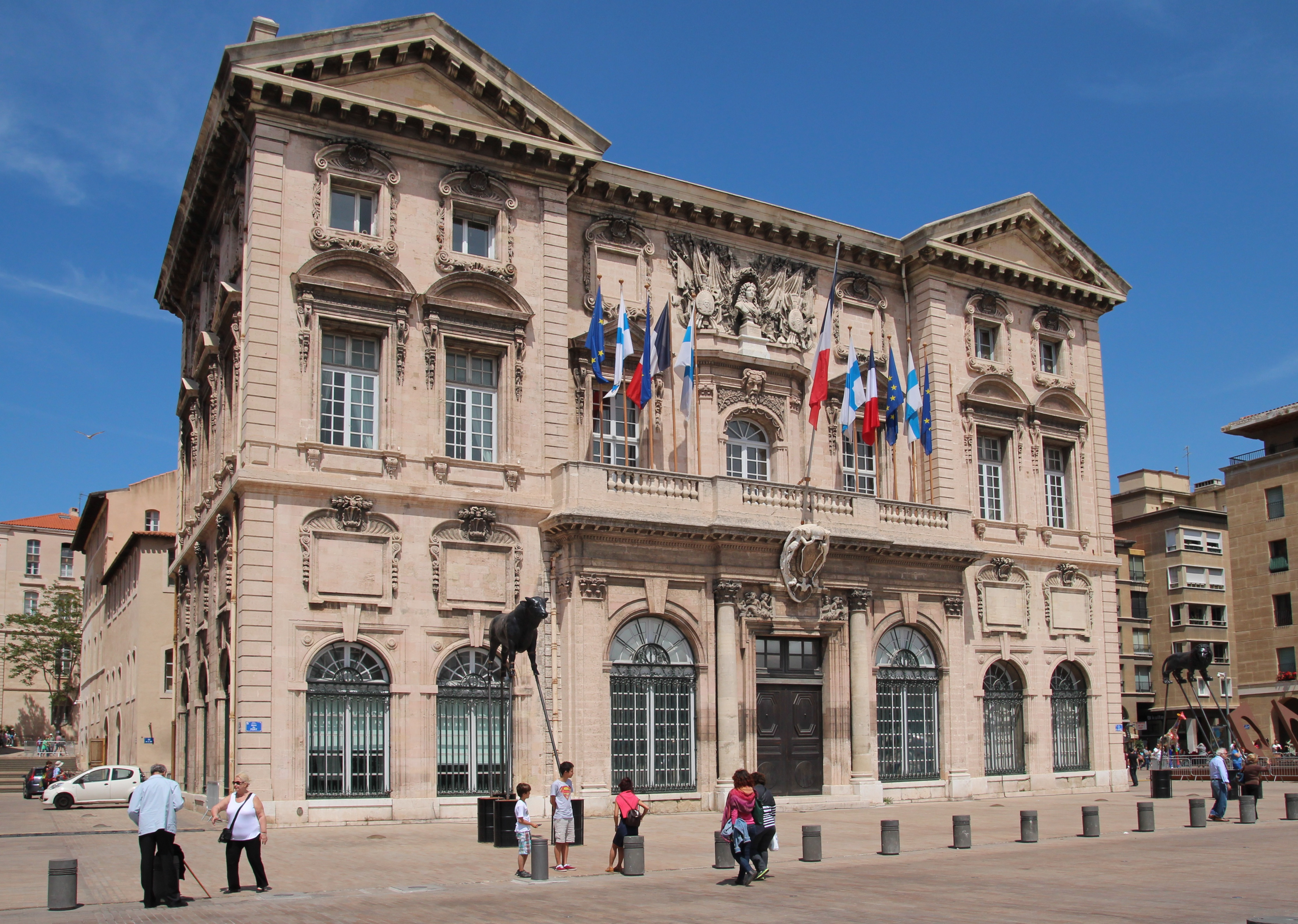
Das alte Rathaus von Marseille

|  | Blasonierung: „In Silber ein blaues durchgehendes gemeines Kreuz.“ |
|  |                                                                    |

### Bürgermeister
Bürgermeister von Marseille seit der Befreiung der Stadt 1944:
- 1944–1946: Gaston Defferre (SFIO)
- 1946–1947: Jean Cristofol (PCF)
- 1947–1953: Michel Carlini (RPF)
- 1953–1986 Gaston Defferre (wiedergewählt 1959, 1965, 1971, 1977 und 1983) (SFIO, PS)
- 1986–1995: Robert Vigouroux (wiedergewählt 1989) (PS)
- 1995–2020: Jean-Claude Gaudin (wiedergewählt 2001, 2008 und 2014) (UDF-PR, UMP, LR)
- 2020: Michèle Rubirola (EELV), Rücktritt aus gesundheitlichen Gründen am 15. Dezember 2020[63]
- seit 2020: Benoît Payan (PS), Wahl am 21. Dezember 2020, vorher stellvertretender Bürgermeister, Michèle Rubirola wird stellvertretende Bürgermeisterin[64]

### Städtepartnerschaften
Derzeit gibt es 14 Partnerstädte von Marseille.
| - Abidjan, Elfenbeinküste, seit 1958 - Antwerpen, Belgien, seit 1958 - Dakar, Senegal, seit 1968 - Genua, Italien, seit 1958 - Glasgow, Vereinigtes Königreich, seit 2006 - Haifa, Israel, seit 1958 - Hamburg, Deutschland, seit 1958 - Jerewan, Armenien | - Kōbe, Japan, seit 1961 - Kopenhagen, Dänemark, seit 1958 - Marrakesch, Marokko, seit 2004 - Odessa, Ukraine, seit 1972 - Piräus, Griechenland, seit 1984 - Shanghai, Volksrepublik China, seit 1987 |

## Kultur und Sehenswürdigkeiten

### Museen

#### Musée des Civilisations de l’Europe et de la Méditerranée
Das Museum der Zivilisationen Europas und des Mittelmeers (Musée des Civilisations de l’Europe et de la Méditerranée, kurz: MuCEM) wurde im Zuge Marseilles als Kulturhauptstadt Europas am 7. Juni 2013 eröffnet.

#### Villa Méditerranée
Die Villa Méditerranée befindet sich neben dem Museum der Zivilisationen Europas und des Mittelmeers. Nach mehrjähriger Schließung wurde sie im Juni 2022 wiedereröffnet und präsentiert seitdem eine detailgetreue Nachbildung der Cosquer-Höhle aus dem nahegelegenen Nationalpark Calanques mit bis zu 33.000 Jahre alten Höhlenmalereien.

#### Musée Regards de Provence
Ebenfalls im Rahmen der Kulturhauptstadt Europas wurde das Musée Regards de Provence am 1. März 2013 in der ehemaligen Sanitärstation des Marseiller Hafens eröffnet. Das Gebäude wurde 1948 von Fernand Pouillon entworfen. Zu der ständigen Ausstellung Mémoire de la Station Sanitaire (Erinnerung an die Sanitärstation) gehört eine Videoinstallation im Dampf- und Maschinenraum. Die jeweils aktuellen Zusammenstellungen von Bildern, Zeichnungen, Fotografien und Plastiken präsentieren Werke im Zusammenhang mit Marseille, der Provence und dem gesamten Mittelmeerraum.

#### Musée d’Art Contemporain
Das Musée d’Art Contemporain (MAC) (Museum für zeitgenössische Kunst) präsentiert in wechselnden Ausstellungen Werke zeitgenössischer Künstler, z. B. Monographien von Gordon Matta-Clark, Rosemarie Trockel, Dieter Roth, Franz West und Rodney Graham.

#### Musée des Beaux-Arts
Das Musée des Beaux-Arts (Museum der Schönen Künste) im nördlichen Flügel des Palais Longchamp präsentiert nach der Neueröffnung im Juni 2013 im Schwerpunkt Gemälde aus dem 17. und 18. Jahrhundert. Darunter sind Werke italienischer Meister wie Perugino, Guercino, Carracci der Pannini und französischer Künstler wie Champaigne, Vouet, Lesueur, Greuze, Vernet, Hubert Robert und David. Zudem sind die Niederländer Peter Paul Rubens, Jacob Jordaens und Frans Snyders vertreten. Die Französische Schule des 19. Jahrhunderts ist ein Schwerpunkt der Sammlung. Neben dessen Meistern Courbet, Corot, Daubigny, Millet und Puvis de Chavanne werden Werke von Vertretern der Marseiller Schule gezeigt, darunter Loubon, Guigou oder Ziem.
Die innere Stimme, ein Meisterwerk von Auguste Rodin, das der Bildhauer dem Museum vermachte, und die Büsten von Prominenten wie Juste Milieu oder Ratapoil von Daumier sind Beispiele für Werke der Bildhauerei des 19. Jahrhunderts.

#### Musée Borély
Als die Stadt Marseille im späten 19. Jahrhundert den Landsitz Borély mit dem großen Park im 8. Arrondissement erworben hatte, richtete sie darin ein archäologisches Museum ein, das bis 1989 bestand. Nach umfassenden Renovationsarbeiten ist das Schloss seit dem 15. Juni 2013 erneut als Museum für Kunsthandwerk, Fayence und Kostümgeschichte geöffnet.

#### Musée d’Histoire Naturelle
Das Musée d’Histoire Naturelle (Naturgeschichtliches Museum) zeigt zoologische und geologische Ausstellungen und befindet sich wie das Musée des Beaux-Arts in den Seitenflügeln des Palais Longchamp (siehe Bauwerke).

#### Centre de la Vieille Charité
Das Centre de la Vieille Charité, das ehemalige Krankenhaus der Armen, beherbergt das Musée d’Archéologie Méditerranéenne (Museum für Mittelmeer-Archäologie) und das Musée d’arts Africains, Océaniens et Amérindiens (Museum für afrikanische, ozeanische und indianische Kunst).

#### Musée Cantini
Das im bürgerlichen 6. Arrondissement gelegene Museum Musée Cantini gründet auf das Vermächtnis des Bildhauers Jules Cantini, von dem auch die Marmorplastik an der Place Castellane stammt und der das Gebäude und seine Sammlung 1916 der Stadt übereignete. Mit Ankäufen, zahlreichen Spenden und Unterstützung durch staatliche Museen (Musée national d’art moderne, Fonds National d’Art Contemporain, Musée National Picasso, Musée d’Orsay) wurde die Sammlung ergänzt und präsentiert heute die bildende Kunst des 20. Jahrhunderts. Im Museum finden kontinuierlich Wechselausstellungen zur zeitgenössischen Kunst statt.

#### Musée de la Marine et de l’Economie de Marseille
Im 1852 bis 1860 am unteren Teil der Canebière, nahe dem Alten Hafen von Pascal Coste erbauten Palais de la Bourse (Börse) befindet sich heute das Musée de la Marine et de l’Economie de Marseille (Museum für Seefahrt und Wirtschaft). Dort finden Ausstellungen zu Handel, Wirtschaft und Verkehr statt, die kommunale Einrichtung dient aber auch der Förderung der regionalen Wirtschaft.

#### Musée d’Histoire de Marseille
Das Musée d’Histoire de Marseille (Museum der Stadtgeschichte) wurde 1983 eröffnet und 2013 völlig renoviert. Es befindet sich im Einkaufszentrum Centre Bourse neben dem Palais de la Bourse in der Nähe des Alten Hafens. Beim Bau des Centre Bourse in den 1970er Jahren wurden Teile des antiken Hafens freigelegt, die im Jardin des Vestiges gleich neben dem Museum besichtigt werden können.

#### Kino des Mittelmeerraumes
Seit 2011 gibt es ein Filmmuseum im Château de la Buzine, das sich dem Kino des Mittelmeerraums widmet.

### Bauwerke

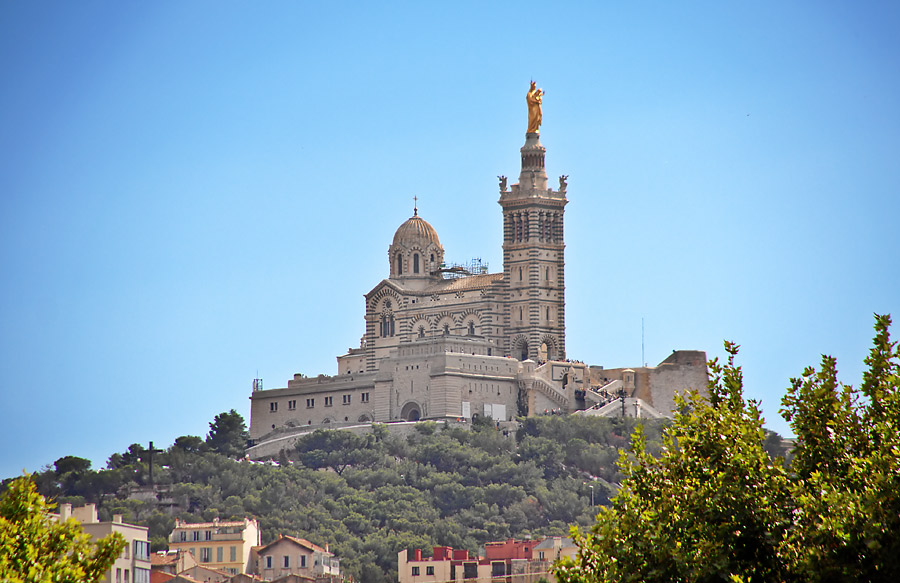
Notre-Dame de la Garde

#### Notre-Dame de la Garde
Südlich des Stadtkerns befindet sich die von Henri-Jacques Espérandieu im neobyzantinischen Stil entworfene Notre-Dame de la Garde, die in den Jahren 1853 bis 1864 an der Stelle einer mittelalterlichen Wallfahrtskapelle errichtet wurde. Sie befindet sich auf einem 147 m hohen Kalkfelsen und ist neben dem vor dem Hafen liegenden Château d’If das Wahrzeichen von Marseille. „La Bonne Mère“, wie sie im Volksmund genannt wird, birgt eine monumentale Sammlung an Votivbildern. Von den Aussichtsplattformen hat man einen spektakulären Blick über die Stadt.

#### Vieux Port

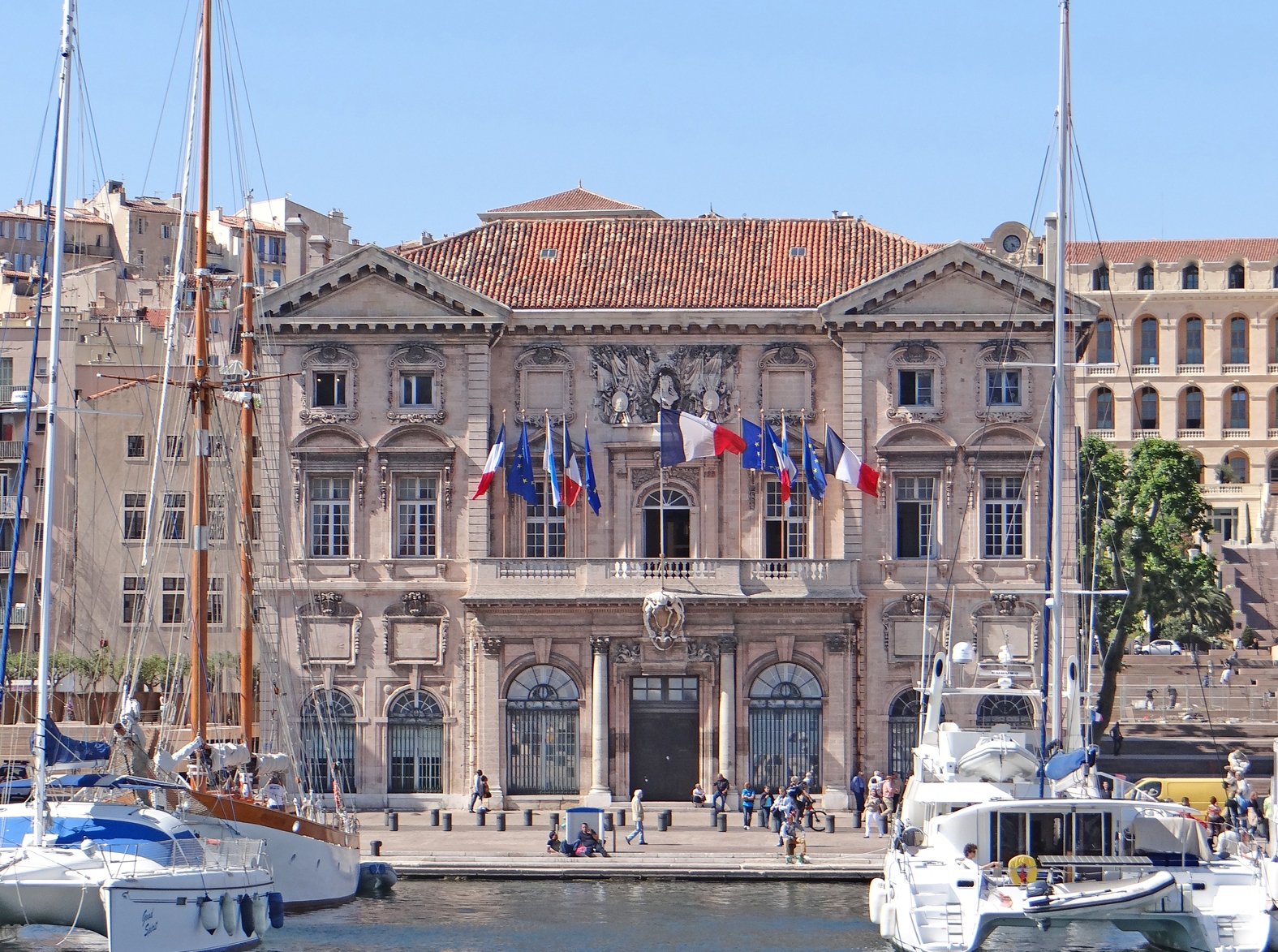
Marseiller Rathaus im Alten Hafen

Im Zentrum der Stadt liegt der Alte Hafen (Vieux Port). Am Quai de la Fraternité gibt es einen Fischmarkt. Etwa zur Mitte der Strecke zum Cours Saint-Louis hin befindet sich die Börse (Palais de la Bourse), wo das Musée de la Marine et de l’Économie de Marseille untergebracht ist. Beim Musée des Docks Romains befanden sich die Hafenanlagen aus dem ersten Jahrhundert unserer Zeitrechnung. Das Musée d’Histoire de Marseille wurde um einige Überreste des antiken Hafens herum angelegt. Vom Alten Hafen aus fahren kleine Transportschiffe und Touristenboote zu den Frioul-Inseln, bestehend aus den Inseln Ratonneau, Pomègues und If mit dem Château d’If. Einige Schiffe fahren vorbei an den Calanques ins etwa 15 Kilometer entfernte Cassis mit Europas höchster Klippe.

#### La Canebière
Vom Alten Hafen aus zieht sich in nordöstlicher Richtung die etwa einen Kilometer lange ehemalige Prachtstraße La Canebière bis zur Kirche Église des Réformés. Der Straßenname stammt vom provenzalischen Begriff Canabiero und bezieht sich auf den Handel von Hanf; die (wissenschaftliche) lateinische Bezeichnung der Pflanze ist Cannabis sativa.
Die Canebière wurde von Geschäftshäusern und Cafés gesäumt und früher oft mit der Pariser Avenue des Champs-Élysées verglichen. Die Straße wandelte sich seit den 1970er Jahren im Zuge der Zunahme des Straßenverkehrs in eine stark befahrene Straße. Zwischen Cours Belsunce bzw. Cours Saint-Louis und Boulevard Dugommier / Boulevard Garibaldi überwiegen verfallende oder vernachlässigte Fassaden.

#### Quartier du Panier
Das Quartier du Panier liegt nördlich des Alten Hafens im 2. Arrondissement und wird von den Einheimischen knapp „Panier“ genannt. Es ist der Ort der ersten Besiedelung Marseilles. Hinter dem barocken Rathaus (Hôtel de ville), in dem das Bürgermeisteramt (Mairie) untergebracht ist, beginnt der verhältnismäßig unberührte alte Kern Marseilles. Auf dem Place des Moulins, einer der beiden Hügel des antiken Marseille, standen seit der Frühzeit die Windmühlen der Stadt. Die Grundrisse der Straßen und Treppen entsprechen zum großen Teil der griechischen Zeit, neue Häuser wurden auf den Grundstücken und Mauern der alten Häuser erbaut. Die heutigen Häuser stammen überwiegend aus dem 18., einige aus dem 16. und 17. Jahrhundert. Auf dem anderen hohen Hügel der antiken Stadt erbauten die Griechen eine Agora; heute säumen alte Bistros den an der Rue Saint-Pons gelegenen Place de Lenche.

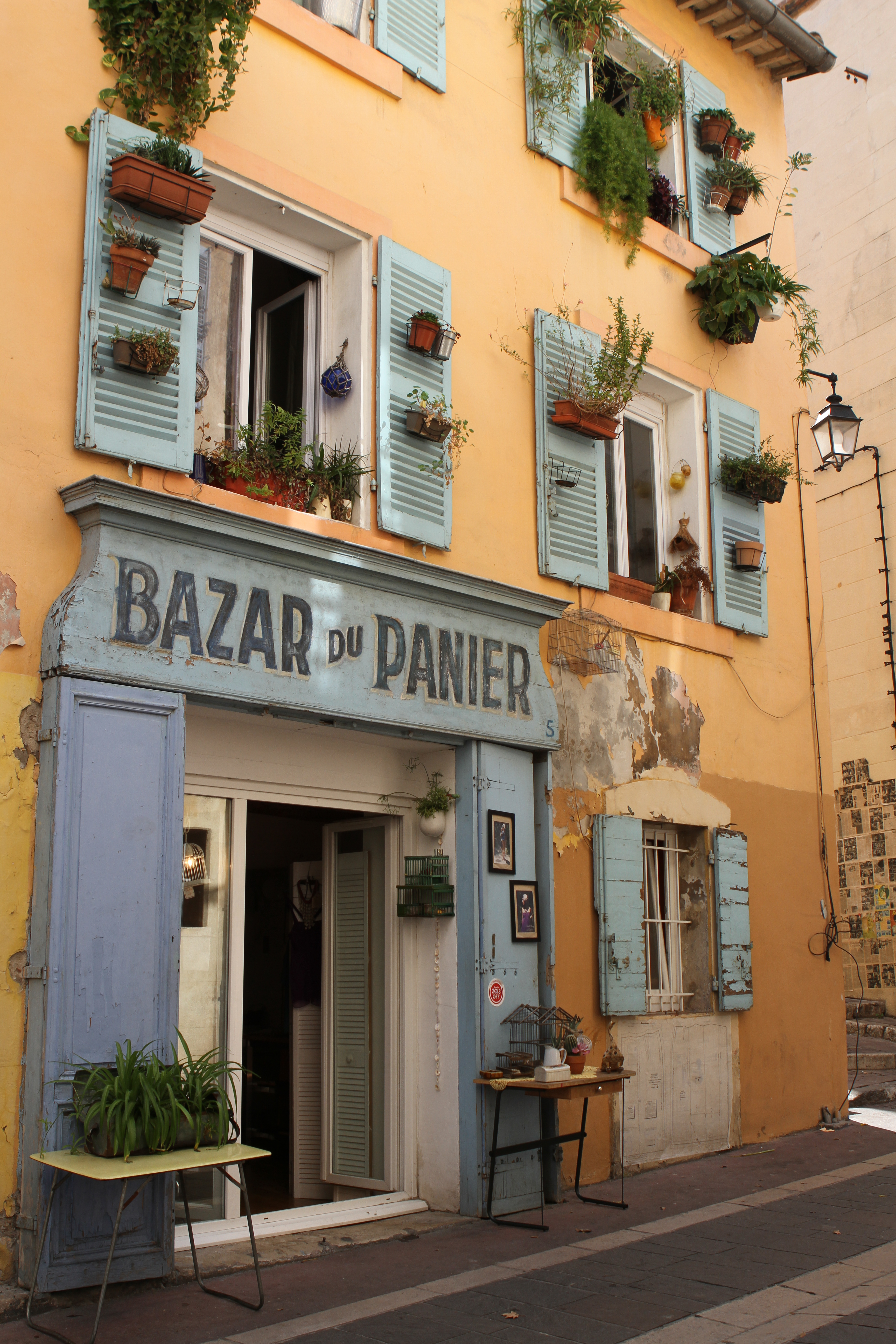
Quartier du Panier

Noch im Panier, ebenfalls westlich des Alten Hafens befindet sich die wie Notre-Dame de la Garde im neobyzantinischen Stil erbaute Cathédrale de la Major. Sie entstand zwischen 1852 und 1893 und besitzt zwei kuppelgekrönte Türme sowie eine 16 Meter hohe Vierungskuppel.
Am Quai du Port entstanden in den 1960er/1970er Jahren fünfstöckige Neubauten. Dahinter befindet sich eine weitere Reihe Wohnhäuser: Werkbund-Nachläufer, eine Art in die Länge und die Höhe gezogener Kleinteiligkeit, die sich in erkerförmigen Backsteinapplikationen ausdrückt.
Vorher befand sich dort das eigentliche Hafenviertel, ein verzweigtes Netz aus Wohnhäusern aus dem 17. Jahrhundert, vielen kleinen Gassen und Treppen. Die im November 1942 in Marseille einmarschierten Deutschen sahen darin einen Unsicherheitsfaktor sowie einen „Hort“ der Résistance. Im Januar 1943 begannen deutsche Truppen nach der sogenannten „Évacuation“ von fast 27.000 Einwohnern in ein Gefangenenlager bei Fréjus unter Befehl des Generalfeldmarschalls von Rundstedt mit der Sprengung des Hafenviertels (1924 Gebäude).
Hinter dem Place de la Joliette erstreckt sich der Neue Hafen (Port Moderne). Die hier gelegenen Docks de Marseille, 1858 bis 1864 erbaute Lagerhäuser von 365 Metern Länge, wurden im Rahmen der Euroméditerranée zu Büros, Wohnungen oder Veranstaltungsstätten umgewandelt, im Erdgeschoss befinden sich Läden und Restaurants, die im Oktober 2015 eröffnet wurden.

#### Cité radieuse
Die erste von Le Corbusier 1947 bis 1952 verwirklichte „vertikale Stadt“ vom Typ Unité d’Habitation als Vorläufer der Plattenbauten. Ladenstraße, Café (des integrierten Hotels) und Dachterrasse (mit Blick in die Marseille umgebenden Berge und bis zum Meer) sind öffentlich zugänglich; das Café und Restaurant scheint weitgehend im Originalzustand erhalten zu sein und veranschaulicht die rasterartige Modulbauweise sehr gut.

#### Parc Borély
Der Parc Borély ist ein 17 Hektar großer städtischer Park im Süden Marseilles. Er besteht im Wesentlichen aus drei Teilen: Dem Hippodrome, der Allee mit dem Chateau Borély und einem englischen Garten; enthalten ist auch ein Rosarium, angegliedert ist der botanische Garten, die Flussauen der Huveaune verbinden fast direkt mit dem Meer. Vielfältige Freizeitaktivitäten sind möglich, besonders auch für Kinder (Karussells, Kettcar-Verleih etc.). Das Chateau Borély beherbergt das Musée des Arts décoratifs, de la Faïence et de la Mode.

### Palais du Pharo
Der Palais du Pharo ist ein von Kaiser Napoleon III. für seine Ehefrau Eugénie errichteter Palast. Er überragt die Hafenpassage des Vieux Port und grenzt an den Jardin du Pharo.

### Kulinarisches
In Marseille gibt es neben der traditionellen provenzalischen Küche durch den großen Anteil von Einwanderern auch viele Einflüsse aus dem gesamten Mittelmeerraum: Es wird levantinisch, maghrebinisch, griechisch, italienisch, korsisch, spanisch, jüdisch-sephardisch und armenisch gekocht.
Die Bouillabaisse stammt aus Marseille und ist in ganz Frankreich und über das Land hinaus bekannt. In den Restaurants von Marseille gehört diese ursprünglich von Fischern aus nicht verkauften Fischen, Crevetten und Muscheln gekochte Suppe zum Standard.
Les pieds et paquets bezeichnet Pansen vom Schaf oder Lamm, der gerollt und mit Speck, Knoblauch und Petersilie gefüllt wird. Dazu werden Pied-de-mouton bzw. Schafsfußpilze angerichtet.
In der traditionellen Marseiller Küche wird (wie überall in Frankreich) frisch und mit Zutaten aus der Region gekocht. Fisch und Meeresfrüchte werden bevorzugt, allerdings auch Fleisch und Geflügel oft zubereitet.

### Veranstaltungen
Seit 1924 findet jährlich die Internationale Messe Marseille (Foire internationale de Marseille) statt, nach eigener Aussage die zweitgrößte Messe in Frankreich, jeweils Ende September/Anfang Oktober auf dem Ausstellungsgelände Parc Chanot beim Rond-Point du Prado.
In Marseille findet alljährlich mit der Mondial La Marseillaise à Pétanque das größte Pétanque-Turnier der Welt statt. 2006 waren zum Beispiel 4112 Mannschaften mit 12.336 Spielern am Start. Seit 1979 ist Marseille am letzten Oktobersonntag Startort von Marseille – Cassis, einem der populärsten Straßenläufe Frankreichs. Jeden Sommer findet seit 1993 der Pride Marseille statt, der sich für die Rechte von Lesben, Schwulen, Bi-, Trans- und Intersexuellen einsetzt. 2010 wurde Marseille zur Kulturhauptstadt Europas 2013 gewählt. Dafür wurden mehrere Stadtteile aufwändig restauriert und umstrukturiert. Im Jahr 2012 fand in Marseille das sechste Weltwasserforum statt, da Marseille seit 1996 Welthauptstadt des Wassers ist. 2013 fand in den Docks des Suds das neunte Mal das Weltmusikfestival Babel Med Music mit einem umfangreichen Kongress- und Messeprogramm und zahlreichen Konzerten statt.

### Musik
Neben den typischen französischen Chansons ist Marseille vor allem eine feste Größe im französischen Hip-Hop. Mitte der 80er Jahre begannen Gruppen wie IAM vor allem die Jugendlichen aus Migrantenfamilien für den neuen Musikstil zu begeistern. Heute ist der französische Hip-Hop-Markt, vor allem auch dank der Künstler aus Marseille, nach dem der Vereinigten Staaten der zweitgrößte der Welt.

### Naturdenkmäler

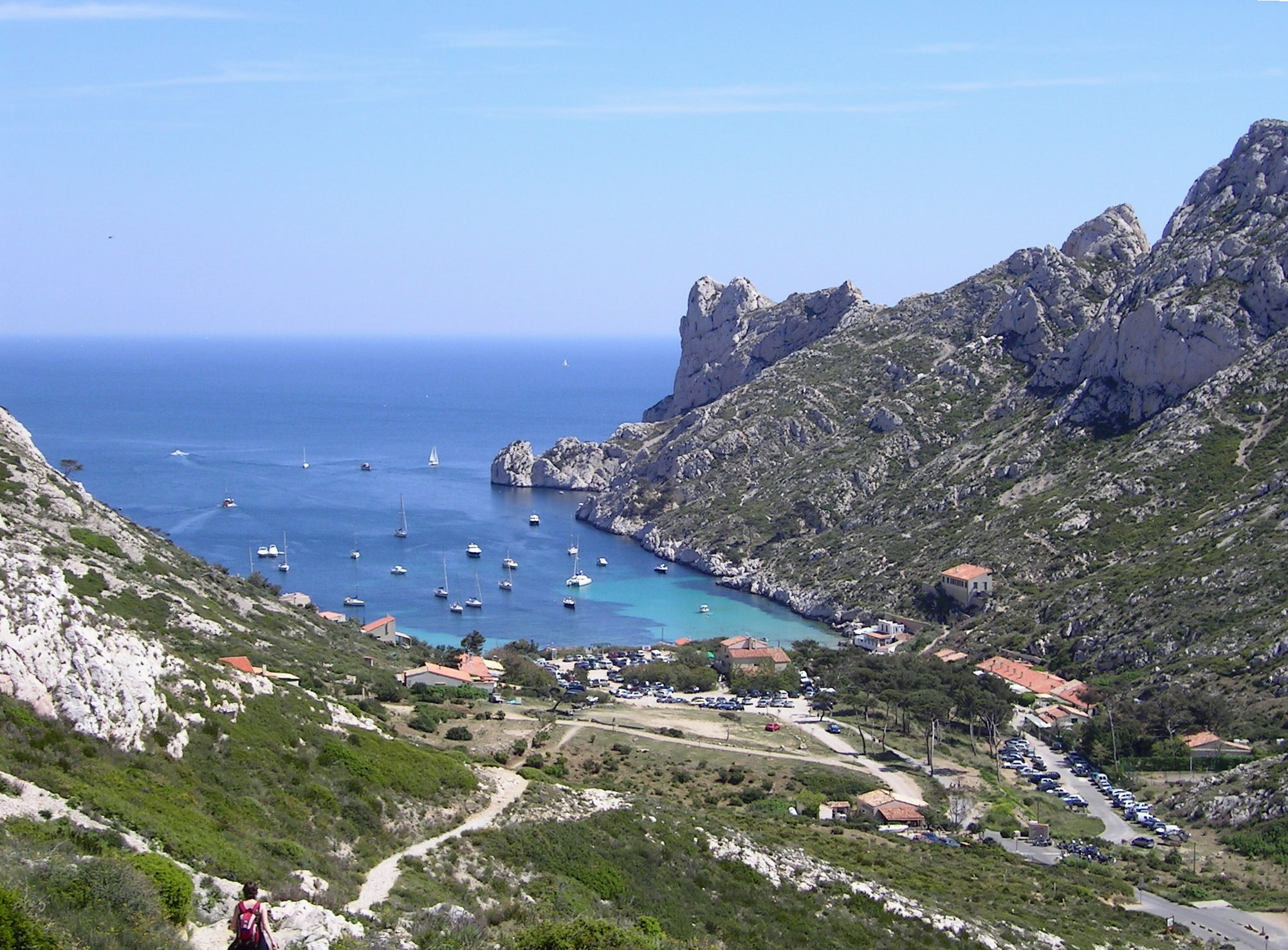
Parc National des Calanques

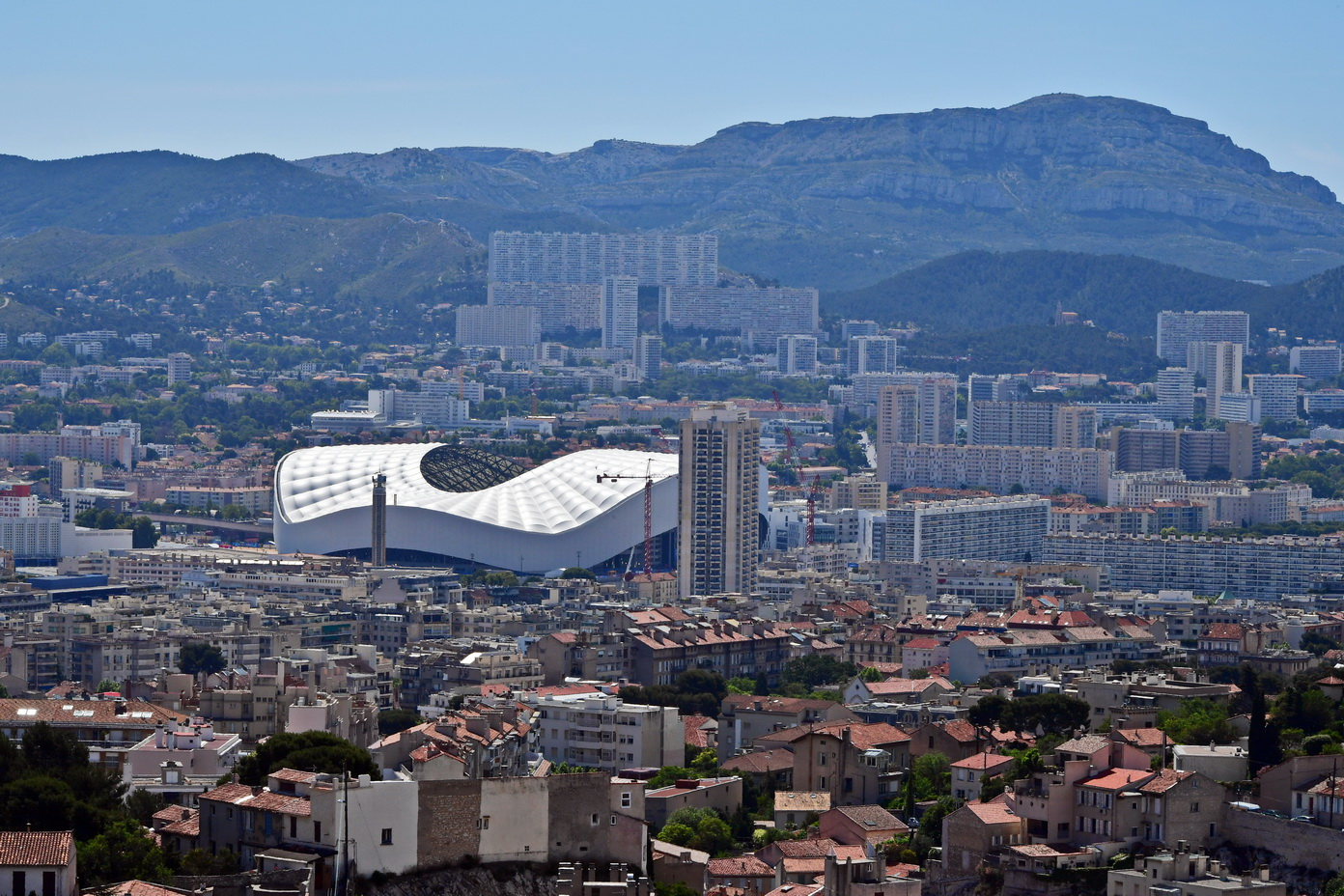
Stade Vélodrome von Notre Dame de la Garde (2016)

Im April 2012 wurde der Parc National des Calanques offiziell eingeweiht. Der Nationalpark erstreckt sich von Marseille über sechs weitere Gemeinden und dient dem Schutz der Calanques, des küstennahen Kalksteingebirges einschließlich des Uferraumes. Er umfasst in der Kernzone ein Gebiet von rund 11.200 Hektar Land- und 78.000 Hektar Seefläche, in der Randzone ungefähr 34.000 Hektar Land- und 145.000 Hektar Seefläche. Zum Schutzkonzept gehören u. a. eine aufwändige Besucherführung durch Anlage von markierten Wanderpfaden und ein strenges Betretungsverbot bei Waldbrandgefahr.

### Sport
Marseille war einer der Austragungsorte der Rugby-Union-Weltmeisterschaften 2007 und 2023.

#### Olympique de Marseille
Olympique Marseille wurde 1899 gegründet und ist national sowie international ein sehr erfolgreicher Fußballclub. Die Heimspiele werden im 67.000 Zuschauer fassenden Stade Vélodrome ausgetragen. Die Vereinsfarben sind weiß und azurblau.
Bisherige Erfolge:
- 09× Französischer Meister: 1937, 1948, 1971, 1972, 1989, 1990–1992, 2010
- 10× Französischer Pokalsieger: 1924, 1926, 1927, 1935, 1938, 1943, 1969, 1972, 1976, 1989
- 02× Europapokale: Champions-League-Sieger 1993 und Intertotopokalsieger 2005
- 03× Französischer Ligapokal: 2010–2012

#### Mondial la Marseillaise à pétanque
In Marseille findet alljährlich ab dem ersten Juliwochenende mit der Mondial la Marseillaise à Pétanque das größte Pétanque-Turnier der Welt statt. Es ist ein für alle Pétanque-Spieler offenes Turnier. Eine Lizenz ist zur Teilnahme nicht erforderlich. 2006 waren zum Beispiel 4.112 Équipes (Mannschaften) mit 12.336 Spielern am Start. Es wird im unweit des Strandes gelegenen Parc Borély und den angrenzenden Geländen ausgetragen, das Finale immer am Alten Hafen. Vor diesem Turnier finden im Parc Borely auch die ebenfalls jährlich stattfindenden Meisterschaften des Jeu Provençal statt. Dabei handelt es sich um die alte, historische Version des Boule (Pétanque)-Spiels, das seinen Ursprung in der Provence hat. Auch hier nehmen tausende von Spielern teil, die jedoch naturgemäß aus den südlichen Region (Frankreich) kommen.

## Wirtschaft und regionale Kompetenzen
Marseille ist ein wichtiges französisches Handels- und Industriezentrum mit einer hervorragenden Verkehrsinfrastruktur (Straßen, Seehafen und Flughafen).
Bedeutende Industriezweige sind die Fahrzeug-, Maschinen-, Metall- und Nahrungsmittelindustrie. Marseille hat einen bedeutenden Seehafen, den Marseille Europort. Der Seereeder CMA CGM hat seinen Hauptsitz im Tour CMA CGM.
Der Hafen ist auch ein wichtiger Ankunftsort für Millionen von Touristen jedes Jahr. Mit seinen Stränden, seiner Geschichte, seiner Architektur und seiner Kultur (24 Museen und 42 Theater) ist Marseille eine der meistbesuchten Städte Frankreichs.
Marseille ist auch ein Schwerpunkt in der kunsthandwerklichen Herstellung von Santons. 35 Hersteller (von 200 der Provence) leben in Marseille. In der Weihnachtszeit findet ein fast ausschließlich diesem Thema gewidmeter Markt auf der Canebière statt. In Marseille befindet sich das Gefängnis Les Baumettes.
Wichtigste Zeitung ist La Provence.

## Verkehr

### Anteil der Verkehrsmittel
2019/20 hatten die verschiedenen Verkehrsmittel folgende Anteile am Gesamtverkehr (Verkehrsmittelwahl): privater Kraftfahrzeugverkehr: 40 % (−4 % gegenüber 2009), Fußgängerverkehr 39 % (+2 %), öffentlicher Verkehr 17 % (+3 %), Motorrad 3 % (unverändert), Fahrrad 1 % (+ 0,5 %), andere 1 %.

### Eisenbahnfern- und Güterverkehr

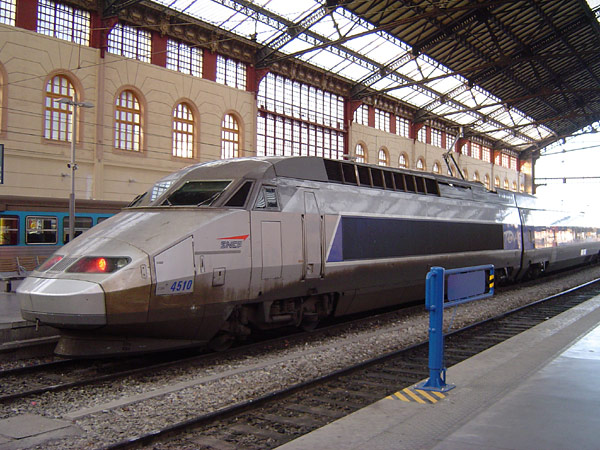
TGV-Triebzug im Hauptbahnhof Saint-Charles

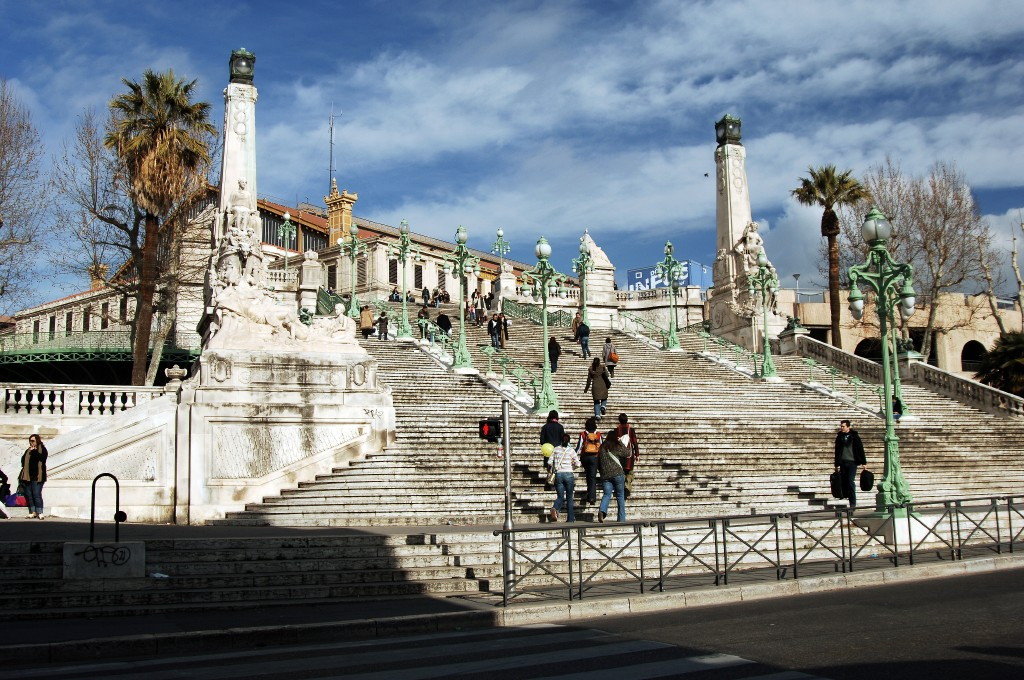
Die Große Freitreppe zum Bahnhof Saint-Charles

Marseille ist über die 2001 in Betrieb genommene Schnellfahrstrecke Méditerranée mit dem TGV in etwa drei Stunden vom 750 km entfernten Paris (Gare de Lyon) zu erreichen. Der auf einer Anhöhe liegende Kopfbahnhof Saint-Charles wurde am 8. Januar 1848 eröffnet und mittlerweile auf 16 Gleise erweitert; er bildet den zentralen Verkehrsknotenpunkt der Stadt. Neben mehreren TGV-Zugverbindungen täglich mit Paris, Brüssel, Lille, Straßburg und Nizza verkehren dort weitere Fernzüge (u. a. IC von Bordeaux) und zahlreiche TER-Regionalzüge. Je eine tägliche Direktverbindung verlässt Frankfurt am Main (seit März 2012) bzw. Madrid zwischen 13 und 14 Uhr mit Fahrzeiten von knapp acht Stunden und Rückfahrt kurz nach 8 Uhr, außerdem verkehrt an den Samstagen der Sommermonate ein Eurostar-Zugpaar (früher Thalys) morgens von Amsterdam und abends zurück (Fahrplanstand 2024).
Zwischen Marseille und Avignon liegt bei Miramas der Eisenbahnknotenpunkt mit Rangierbahnhof, über den Marseille als industrieller Ballungsraum und mit dem größten europäischen Hafen am Mittelmeer an das Netz des Eisenbahngüterverkehrs angeschlossen ist.

### Straßenverkehr
Unter der südlichen Altstadt und dem Vieux Port hindurch führt der mautpflichtige Straßentunnel Saint-Laurent oder auch Tunnel du Vieux Port.
Die aus Norden kommenden Autobahnen sind mit der Ostumgehung Marseilles über einen weiteren Tunnel (Viaduc de Plombières) verbunden.
Die Autobahnen Marseille–Lyon und Marseille–Toulon werden durch einen Tunnel verbunden.
Der dichte Kfz-Verkehr ist ein großes Problem. Marseille ist die Stadt mit den meisten Staus in Frankreich.

### Öffentlicher Personennahverkehr

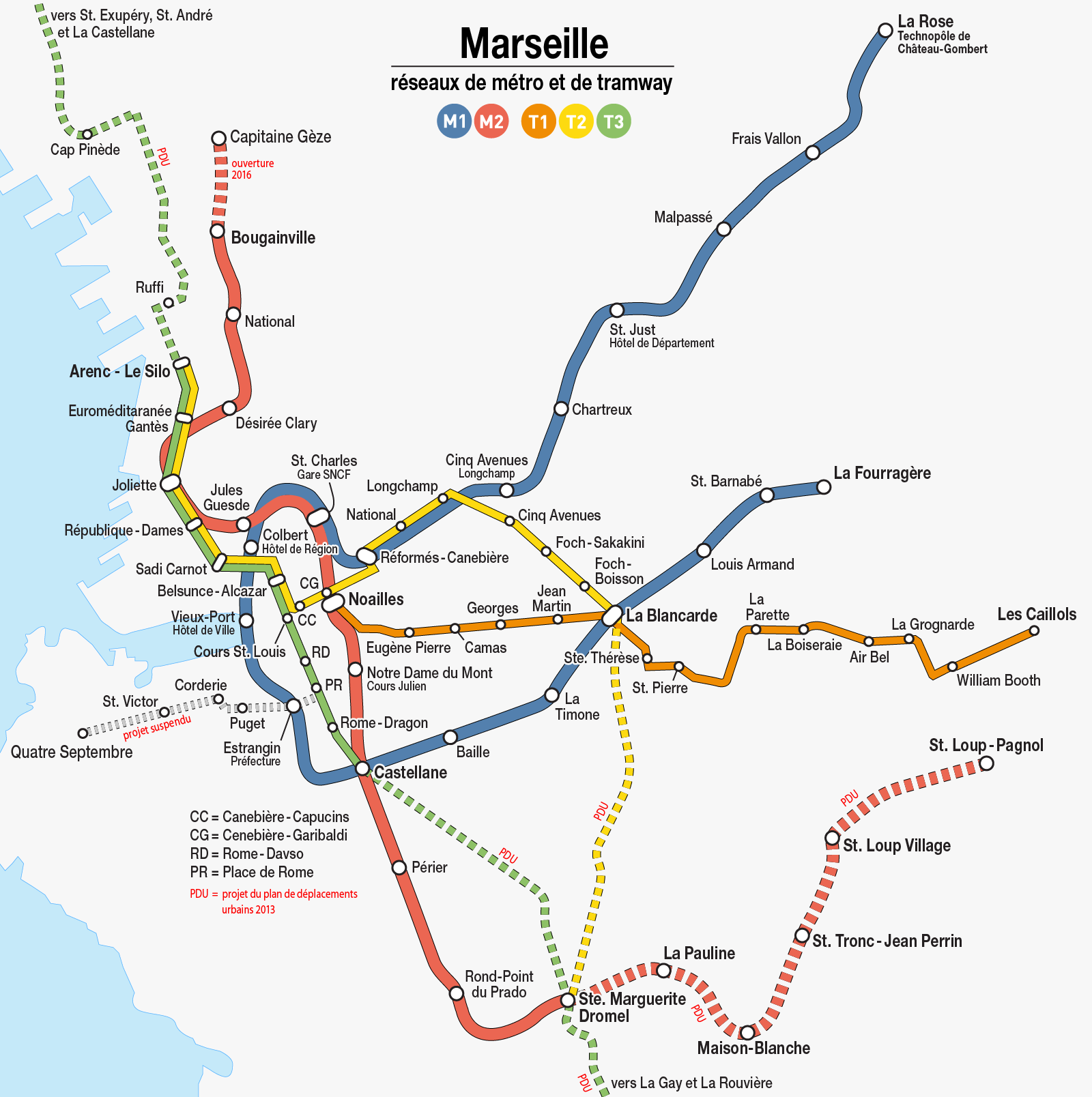
Metro- und Straßenbahnnetz

Die Verkehrsmittel im öffentlichen Personennahverkehr in Marseille werden im Auftrag des Gemeindeverbands Métropole d’Aix-Marseille-Provence von der Régie des Transports Métropolitains (RTM) organisiert und überwiegend auch selbst betrieben.
Ab 1. September 2025 wird der Nahverkehr in Marseille für Einwohner unter 10 und ab 65 Jahren kostenlos sein.

#### Métro
Die 1977 eröffnete und später mehrmals erweiterte und ausgebaute U-Bahn Marseille verfügt über zwei Linien. Diese kreuzen sich zweimal, an der Station Castellane und am Hauptbahnhof Saint Charles. Die Streckenführung verläuft in der Innenstadt in Tunnels, außerhalb der Stadt fahren die Züge an der Oberfläche oder als Hochbahn auf Pfeilern. Die Wagen verfügen über luftgefüllte, schienengeführte Reifen mit Stromversorgung mittels Stromschiene. Vorbild war hier die Pariser Métro.

#### Straßenbahn
Mitte der 1990er Jahre kam es in Marseille aufgrund von stark zunehmendem Straßenverkehr zu Überlegungen, die aus dem Stadtbild weitgehend verschwundene Straßenbahn wieder einzuführen. Bis dahin wurde die Straßenbahn verpönt und galt als nicht zeitgemäß und unbequem, waren doch die seit 1876 existierenden und ehemals zahlreichen Strecken ab Mitte des 20. Jahrhunderts bis auf eine Linie eingestellt worden. Es fiel die Entscheidung, die bestehende Strecke zu sanieren sowie weitere neu zu bauen. 
Seit Juli 2007 ist die erste neue Trambahnlinien auf dem Abschnitt Euroméditerranée–Les Caillols in Betrieb, die im November 2007 und Mai 2015 um je eine weitere Linie ergänzt wurde. Die Fahrzeuge hierfür wurden ab 2006 in Wien von Bombardier Transportation Österreich produziert.

#### Busverkehr
In Marseille sind über 80 städtische Buslinien eingerichtet. Sie verkehren – frankreichtypisch – abends und sonntags nach einem deutlich ausgedünntem Fahrplan. Mit den städtischen Linien erreicht man auch die Calanques. Weitere Linien bieten Verbindungen ins Umland, unter anderem in die Küstenregion mit anderen Zielen in den Calanques.
Seit Juni 2016 wird die Buslinie 82 mit Batteriebussen bedient: Die eingesetzten sechs Busse des Typs Irizar i2e haben eine Beförderungskapazität von jeweils 77 Personen.

### Flugverkehr
Der für Südfrankreich bedeutende, da zentral gelegene Flughafen Marseille Provence (Aéroport de Marseille Provence) befindet sich 20 Kilometer nordwestlich von Marseille und südöstlich des Étang de Berre bei der Stadt Marignane. Er wird von zahlreichen internationalen Fluglinien bedient, auch von mehreren deutschen Flughäfen.

### Schiffsverkehr
In der ab 1844 angelegten Hafenanlage des Port Moderne befindet sich der Fährhafen von Marseille. Er ist einer der wichtigsten Häfen für Reisende in den Maghreb und nach Korsika. Mehrere Routen der Gesellschaften Corsica Linea (ehemals SNCM) und La Méridionale verbinden Marseille täglich mit Ajaccio und Bastia; Ile Rousse, Propriano (teilweise mit Weiterfahrt nach Porto Torres auf Sardinien) und Porto-Vecchio werden mehrmals wöchentlich angelaufen. Ganzjährig bestehen wöchentliche Fährverbindungen mit Corsica Linea und Tunisia Ferries nach Tunis sowie mit Corsica Linea und Algérie Ferries nach Algier und Oran. Seltener werden auch Skikda und Annaba angelaufen. La Méridionale bietet zudem eine ganzjährige Verbindung nach Tanger Med in Marokko sowie im Sommer 2025 das erste Mal auch nach Nador, ebenfalls in Marokko, an.
Die für den Güterverkehr wesentlich bedeutenderen Hafenanlagen des Marseille Europort liegen u. a. in dem ca. 50 Kilometer westlich gelegenen Fos-sur-Mer. Hier wurden im Jahr 2016 insgesamt rund 81 Millionen Tonnen Güter umgeschlagen, davon 12,9 Mio. t Massengut. Die Zahl der umgeschlagenen Container lag im Jahr 2017 bei 1,4 Millionen TEU. Im Westhafen ging wegen der Stilllegung einer Total-Raffinerie der Flüssiggutumschlag auf 46,5 Mio. t zurück.

### Fahrradverkehr
2007 wurde der öffentliche Fahrradverleih Le Vélo installiert, über den Fahrräder ausgeliehen werden können. Die Stationen sind nach dessen Angaben höchstens rund fünfhundert Meter voneinander entfernt und im Wesentlichen über das Kernstadtgebiet und an Straßen, die ins Zentrum führen, verteilt. Etwa 1000 Fahrräder stehen an 130 Stationen zur Verfügung. Das System funktioniert so wie Vélib’ in Paris, die Tarife sind jedoch günstiger.
Das Angebot unterstützt die stadtplanerische Ausrichtung auf den Ausbau des Radverkehrs mit breiten Radwegen besonders entlang der Ausfallstraßen und in das neue Dock-Viertel am Hafen.

### Metropolenwanderweg
Im Rahmen der Kulturhauptstadtregion 2013 wurde ein sogenannter Metropolenwanderweg eingerichtet, der europäische Fernwanderweg GR 2013. Er führt durch die Stadt, ihre Vorstädte und ihre Peripherie. Der Weg soll der Bevölkerung ermöglichen, alle Teile der Stadt zu Fuß zu erwandern – einschließlich der sonst wenig genutzten Randgebiete.

## Persönlichkeiten
Zu den Marseiller Prominenten gehören der Pathologe Étienne-Louis Arthur Fallot, der Zeichner Honoré Daumier, der Schauspieler Fernandel sowie die Fußballer Zinédine Zidane und Éric Cantona.